# 19. Jahrhundert
Portal Geschichte | Portal Biografien | Aktuelle Ereignisse | Jahreskalender | Tagesartikel

◄ |
17. Jh. |
18. Jh. |
19. Jahrhundert
| 20. Jh.
| 21. Jh.
| ►

1800er |
1810er |
1820er |
1830er |
1840er |
1850er |
1860er |
1870er |
1880er |
1890er

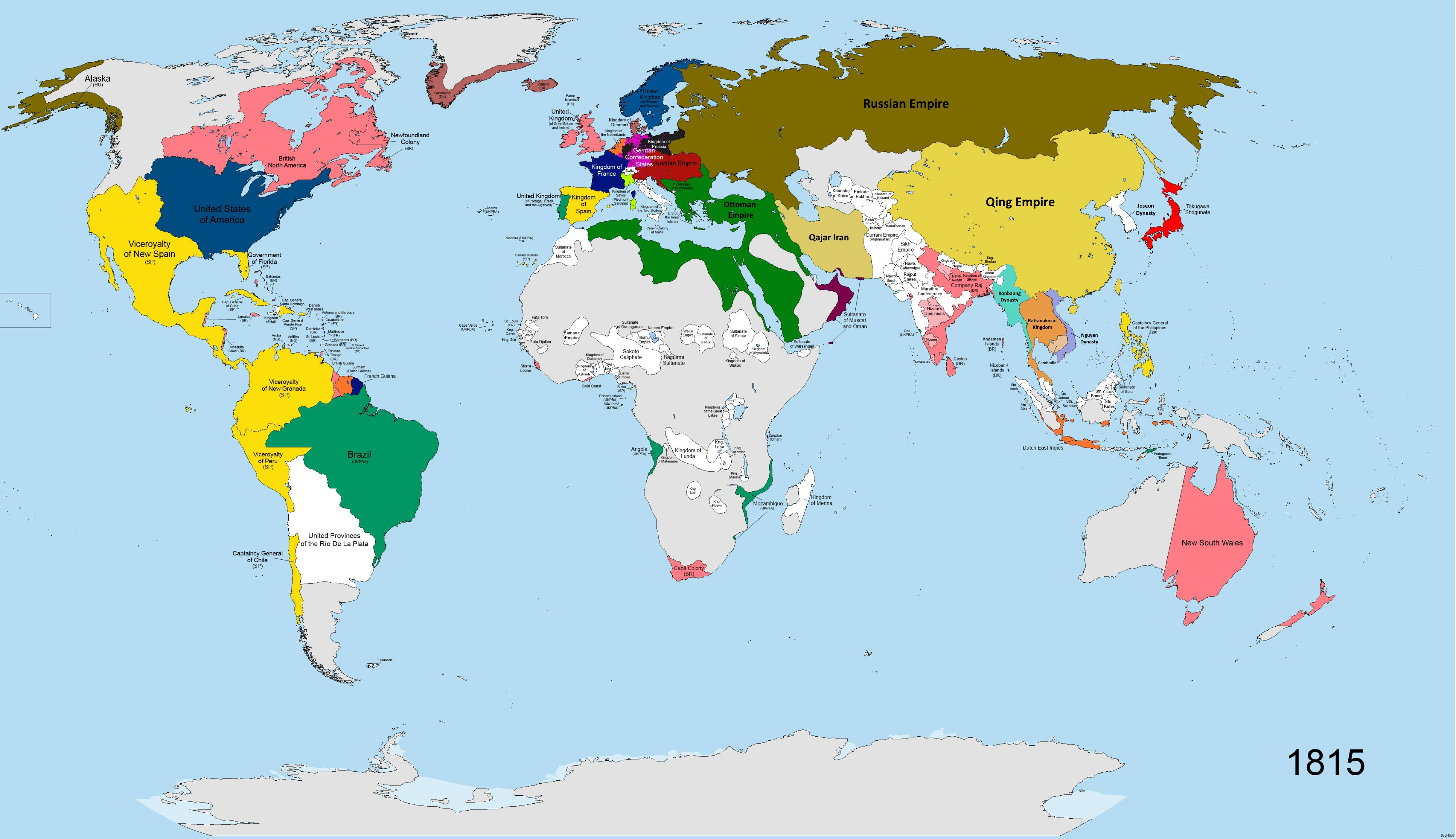
Die Welt um 1815

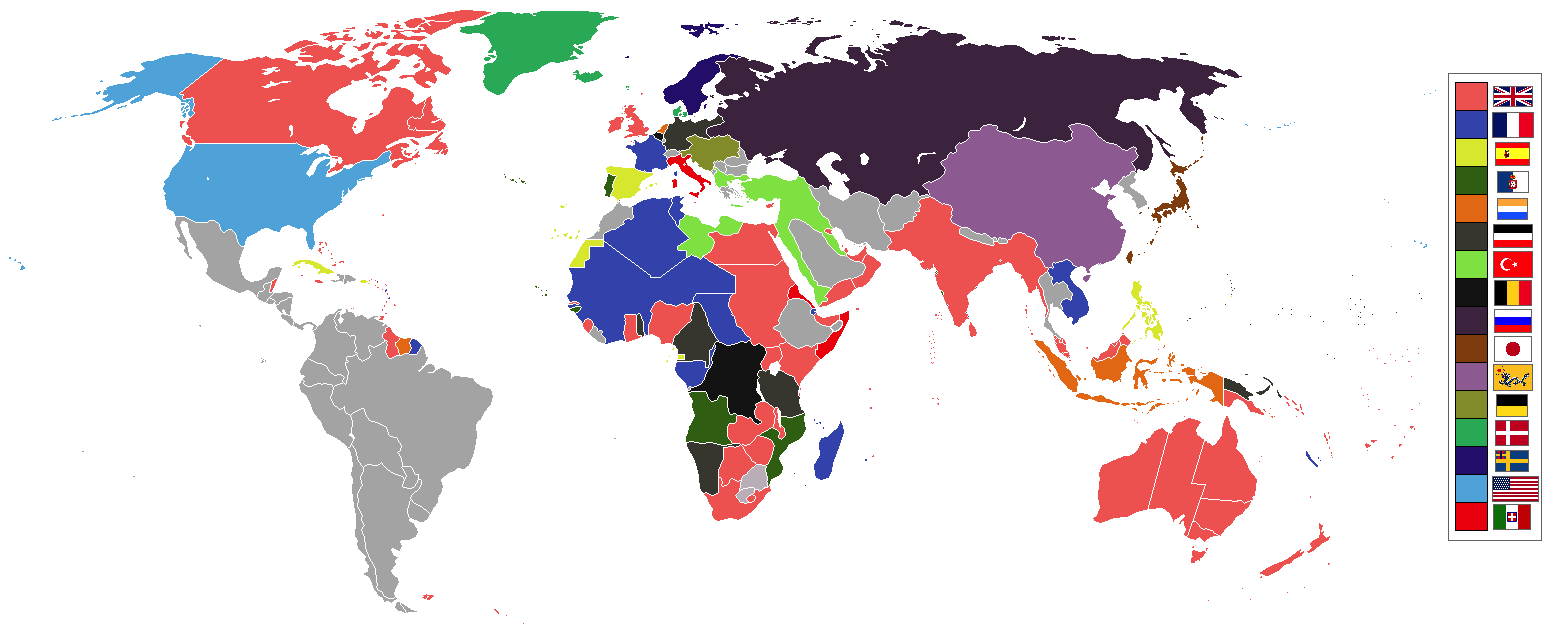
Die Welt um 1898

Das 19. Jahrhundert begann kalendarisch am 1. Januar 1801 und endete am 31. Dezember 1900. Die Weltbevölkerung zu Beginn dieses Jahrhunderts wird auf 980 Millionen Menschen geschätzt, zum Ende war sie auf schätzungsweise 1,65 Milliarden Menschen angestiegen. Kennzeichnend für das 19. Jahrhundert war ein globaler Wandel, den es in diesem Umfang, dieser Tiefe und dieser Dynamik in keiner historischen Periode zuvor gegeben hatte. Dieser Wandel wird auch als Beginn der Moderne bezeichnet.
In Europa wurde 1815 nach dem Sieg über Napoleon, der zuvor große Teile des Kontinents erobert hatte, die alte Gesellschaftsordnung in vielen Aspekten wiederhergestellt. Einige rechtliche und wirtschaftliche Änderungen sowie einzelne territoriale Neuordnungen blieben jedoch bestehen. Die Ideen der Französischen Revolution ließen sich nicht dauerhaft zurückdrängen. Das Ringen um ihre Verwirklichung prägte das Jahrhundert. In Europa erstritten das Bürgertum und andere Bevölkerungsgruppen größere wirtschaftliche und gesellschaftliche Freiheiten. Viele europäische Staaten führten Verfassungen ein, die die Rechtsbeziehung zwischen Bürger und Staat definierten. Politische Parteien wurden gegründet und Ideologien formuliert.
Von den neu entstandenen Nationalstaaten veränderten Italien und Deutschland, die in den 1860/70 Jahren durch Vereinigungen zahlreicher Territorien entstanden, am meisten die europäische politische Landschaft. Weltweit trat die Organisationsform des Nationalstaates ihren Siegeszug an.
Die europäischen Großmächte, die eine Vormachtstellung im Welthandel innehatten und ihre Kolonialreiche in Afrika und Asien erweiterten, entwickelten sich zu den dominanten Mächten der Welt. Die größte Kolonialmacht, Großbritannien, dessen Britisches Weltreich im Jahr 1900 nahezu ein Viertel der Weltbevölkerung umfasste, beherrschte unangefochten die Weltmeere. Schon in der ersten Jahrhunderthälfte hatte es den Indischen Subkontinent vollständig unter seine Kontrolle gebracht und danach Australien von den Aborigines erobert.
Dem chinesischen Kaiserreich zwang es in den Opiumkriegen seine Bedingungen auf. Nachdem der Taiping-Aufstand niedergeschlagen wurde, erodierte die chinesische Zentralmacht zugunsten ausländischer und lokaler Kräfte. Japan hingegen schaffte es, sich nach der Meiji-Restauration grundlegend zu reformieren, indem es vieles aus Europa und den Vereinigten Staaten übernahm. Das Osmanische Reich schrumpfte hingegen weiter, verlor im Laufe des Jahrhunderts die Kontrolle über alle europäischen und nordafrikanischen Gebiete. Afrika und Südostasien wurden in den letzten Jahrzehnten des Jahrhunderts von den europäischen Mächten fast vollständig kolonisiert.
Hingegen lösten sich die Regionen Südamerikas zu Jahrhundertbeginn von ihren spanischen und portugiesischen Kolonialherren. In Nordamerika gewannen die Vereinigten Staaten von Amerika nach ihrer Unabhängigkeit große Gebiete auf Kosten Mexikos und indigener Stämme hinzu. Nach dem Amerikanischen Bürgerkrieg wurden sie zu einer der stärksten Industrienationen der Welt. Dabei profitierten sie von der starken Einwanderung von Fachkräften, die aus Europa und zu geringeren Teilen aus Asien kamen.
Die atlantische Migration war ein Teil weltweiter Migrationsbewegungen, die in diesem Jahrhundert zuvor nicht gekannte Dimensionen erreichten. Die Wanderungsbewegungen gingen einher mit einem hohen Wachstum der Weltbevölkerung. Diese wurde durch eine Landwirtschaft ernährt, die ihre Produktivität durch Effizienzsteigerung und Flächenausdehnung erheblich steigerte. Ein großer Teil der Landbevölkerung wanderte in die Städte. Die mit dem starken Einwohnerwachstum verbundenen Probleme versuchten die Städte durch neue technisch innovative Infrastruktur und die Institutionen der modernen Massengesellschaft zu lösen.
Die Industrielle Revolution breitete sich von England im Laufe des Jahrhunderts auf zahlreiche europäische Regionen, die USA und Japan aus. Ihre Strukturveränderungen gingen mit großen sozialen Ungleichheiten einher. Schlüsseltechnologien wie die Eisenbahn, das Dampfschiff und die Telegrafie führten zu einem starken Anstieg von Ausmaß und Geschwindigkeit der globalen Vernetzung sowie einer Veränderung der Wahrnehmung von Entfernungen. Viele neue wissenschaftliche Erkenntnisse, unter anderem in der Medizin, brachten praktische Verbesserungen für zahlreiche Menschen.
Eine vorher nie gekannte Ressourcennutzung, eine auf fossilen Energien beruhende Wirtschaft sowie die massive Expansion von Siedlungs- und Kulturräumen führten zu einer starken Umgestaltung und Belastung der Umwelt. Deshalb sehen einige Wissenschaftler schon im 19. Jahrhundert den Beginn des Anthropozäns.

## Epocheneinteilungen

### Zeitmodelle, eingegrenzt durch einzelne Daten/Ereignisse
Für die Periodisierung des 19. Jahrhunderts bieten sich verschiedene Zeiträume an. Die Wahl hängt dabei entscheidend von dem untersuchten Thema ab. So können beispielsweise Eckdaten, die in der Politik- und Militärgeschichte von zentraler Bedeutung sind, stark von denen in der Sozial- und Wirtschaftsgeschichte abweichen. Eine Möglichkeit der Periodisierung stellt klassischerweise das kalendarische 19. Jahrhundert dar. Es begann im Jahr 1801 und endete im Jahr 1900. Allerdings weist dieses Zeitmodell Schwächen auf: Bedeutende Zäsuren kennzeichneten weder das Anfangs- noch das Endjahr des 19. Jahrhunderts. Außerdem handelt es sich um eine rein rechnerische Lösung, die unterschiedlichen thematischen Zugängen nicht gerecht werden kann. Der Wechsel in ein neues Jahrhundert wurde um 1800 von den meisten Zeitgenossen nicht wahrgenommen. Der französische Revolutionskalender hatte die Zeiteinteilung nach dem gregorianischen Kalender abgeschafft. Erst 1806 kehrte Frankreich offiziell zur klassischen europäischen Zeitrechnung zurück. Der Jahrhundertbeginn galt in der muslimischen Welt als Jahr 1215, in buddhistischen Regionen als Jahr 2343 und in China als fünftes Jahr der Regierung von Kaiser Jiaqing.
Eine andere Option ist das sogenannte Lange 19. Jahrhundert, das den Zeitraum von der Französischen Revolution 1789 bis zum Beginn des Ersten Weltkrieges 1914 umfasst. Das Lange 19. Jahrhundert geht auf den britischen Historiker Eric Hobsbawm zurück, welcher die Geschichte des Jahrhunderts in drei Bänden zusammenfasste. Der erste Band The Age of Revolution (das Zeitalter der Revolution) behandelt den Zeitraum von 1789 bis 1848. In dem zweiten Band The Age of Capital (das Zeitalter des Kapitals) geht es um die Jahre zwischen 1848 und 1875. Der dritte Band The Age of Empire (das Zeitalter des Imperiums) nimmt die Periode von 1875 bis 1914 in den Blick. Hobsbawms Modell des Langen 19. Jahrhunderts ist sehr wirkmächtig geworden, da es vielfach von Lehrbüchern und der historischen Einführungsliteratur übernommen wurde. Aber auch diese Zeitkonstruktion ist problembeladen: Die Forschung hat bis heute keinen thematischen Oberbegriff gefunden, der die beiden Jahrhunderthälften vor bzw. nach 1848 miteinander verbinden könnte.
Viele Historiker sprechen sich äquivalent zum Langen 19. Jahrhundert für ein Kurzes 19. Jahrhundert aus. Dieses erstreckt sich häufig vom Wiener Kongress 1814/1815 bis zum Spanisch-Amerikanischen Krieg 1898. Es existieren aber auch Sichtweisen, die das kurze 19. Jahrhundert mit der napoleonischen Herrschaft beginnen und in den 1880er Jahren aufhören lassen. Letztlich hat sich kein Epochenbegriff für das gesamte 19. Jahrhundert unumstritten durchsetzen können. Darin unterscheidet es sich von vorhergehenden Epochen, welche mehrere Jahrhunderte zusammenfassen (etwa das „Mittelalter“ oder die „Frühe Neuzeit“).
Jürgen Osterhammel macht auf das Problem aufmerksam, dass es im ganzen 19. Jahrhundert kein einzelnes Ereignis gab, das von weltweiter Bedeutung war. So variiert beispielsweise die Relevanz der Französischen Revolution schon auf der europäischen Ebene erheblich. Die Unabhängigkeit der dreizehn Kolonien in Nordamerika 1783 bedeutete für Großbritannien einen weit tieferen Einschnitt als die Entmachtung von Ludwig XVI. Für die Zeitgenossen in Südostasien spielte die Französische Revolution überhaupt keine Rolle. Osterhammel wertet erst die Krisenerscheinungen am Ende des Ersten Weltkrieges, zu denen auch die Spanische Grippe gehörte, als erste globale Phänomene. Gegen eine ereignisgeschichtliche Periodisierung des 19. Jahrhunderts spricht außerdem, dass ihr Anfangs- und Endpunkt überbewertet werden können: Einschneidende Ereignisse markieren nicht unbedingt den Startpunkt einer historischen Entwicklung, sondern können selbst aus Prozessen hervorgegangen sein, die bereits vor ihrem Auftreten eine Rolle spielten. Zum Beispiel läutete der Auftakt des Viktorianischen Zeitalters im Jahr 1837 keinen großen Umbruch für das weltumspannende British Empire ein, denn die Macht der britischen Monarchie war durch das Parlament ohnehin längst beschränkt worden. Somit kam dem Thronwechsel selbst vergleichsweise wenig politisches Gewicht zu.

### Zeitmodelle eingegrenzt durch Epochenmerkmale
Der Historiker Reinhart Koselleck schlug eine begriffsgeschichtlich definierte Periode vor, die sogenannte Sattelzeit. Diese Übergangsphase, die die europäische Frühe Neuzeit mit der europäischen Moderne verband, dauerte Koselleck zufolge von etwa 1750 bis 1850: In dem Zeitraum vollzog sich bei den meisten Begriffen ein historischer Bedeutungswandel, der auf ein modernes Gesellschaftsverständnis hinweist. Die Art und Weise, wie die Welt wahrgenommen und gedeutet wurde, änderte sich sprachlich, so Kosellecks Hauptthese, grundlegend um 1800. Die Zeitgenossen begannen etwa Geschichte nicht mehr als etwas Vergangenes zu verstehen, das sich zyklisch wiederholt oder aus dem moralische Lehren für die Gegenwart gezogen werden können, sondern als einen fortlaufenden Prozess zu sehen.
Auch Osterhammel befürwortet eine Sattelzeit, beschränkt den Zeitraum aber von 1770 bis 1830 und rechtfertigt ihn anders als Koselleck. In dem Zeitraum kriselte erstens die europäische Kolonialherrschaft in Nord- und Südamerika (Loslösung der dreizehn Kolonien in Nordamerika von Großbritannien, Unabhängigkeit Haitis von Frankreich sowie die Trennung Lateinamerikas von Spanien und Portugal). Zweitens zeichnete sich der Niedergang nahöstlicher und asiatischer Großreiche ab (etwa des Osmanischen Reiches, Chinas sowie der mongolischen Nachfolgestaaten). Im Nahen Osten, Südostasien und Australien gewannen die europäischen Mächte erstmals größeren Einfluss. Eine nennenswerte Demokratisierung schritt vor 1830 nur in den Vereinigten Staaten von Amerika voran.
An die Sattelzeit schließe sich, so Osterhammel, eine mittlere Periode an, die rückblickend charakteristisch für das eigentliche 19. Jahrhundert war. Diese Zeit zwischen den 1830er und 1890er Jahren mit ihren Umbrüchen auch in Philosophie und Kultur entspricht in etwa der viktorianischen Zeit, von der man in angelsächsischen Ländern spricht. Dann kam schließlich eine krisenhafte Umbruchphase um 1880 oder danach, mit dem hochimperialistischen Wettbewerb der Großmächte und anderen Machtverschiebungen etwa mit dem Sieg Japans über China 1895.

## Europa
Die Forschung tituliert das 19. Jahrhundert auch als das „Jahrhundert Europas“: Wie nie zuvor oder danach, waren weite Teile des Globus in militärischer, wirtschaftlicher, administrativer, wissenschaftlicher und kultureller Hinsicht europäischen Einflüssen ausgesetzt. Diese weltweite Dominanz Europas bildete sich allerdings erst am Ende des Jahrhunderts heraus. Um 1900 besaßen die europäischen Mächte Kolonien in Afrika, Asien und Ozeanien. Selbst Teile Amerikas standen noch unter europäischer Herrschaft, etwa einige karibische Inseln und Kanada. In dem Jahrhundert wanderten ebenfalls Millionen Europäer nach Übersee aus.

### Chronologie politischer Entwicklungen

#### Zeit der französischen Hegemonie (1800–1815)

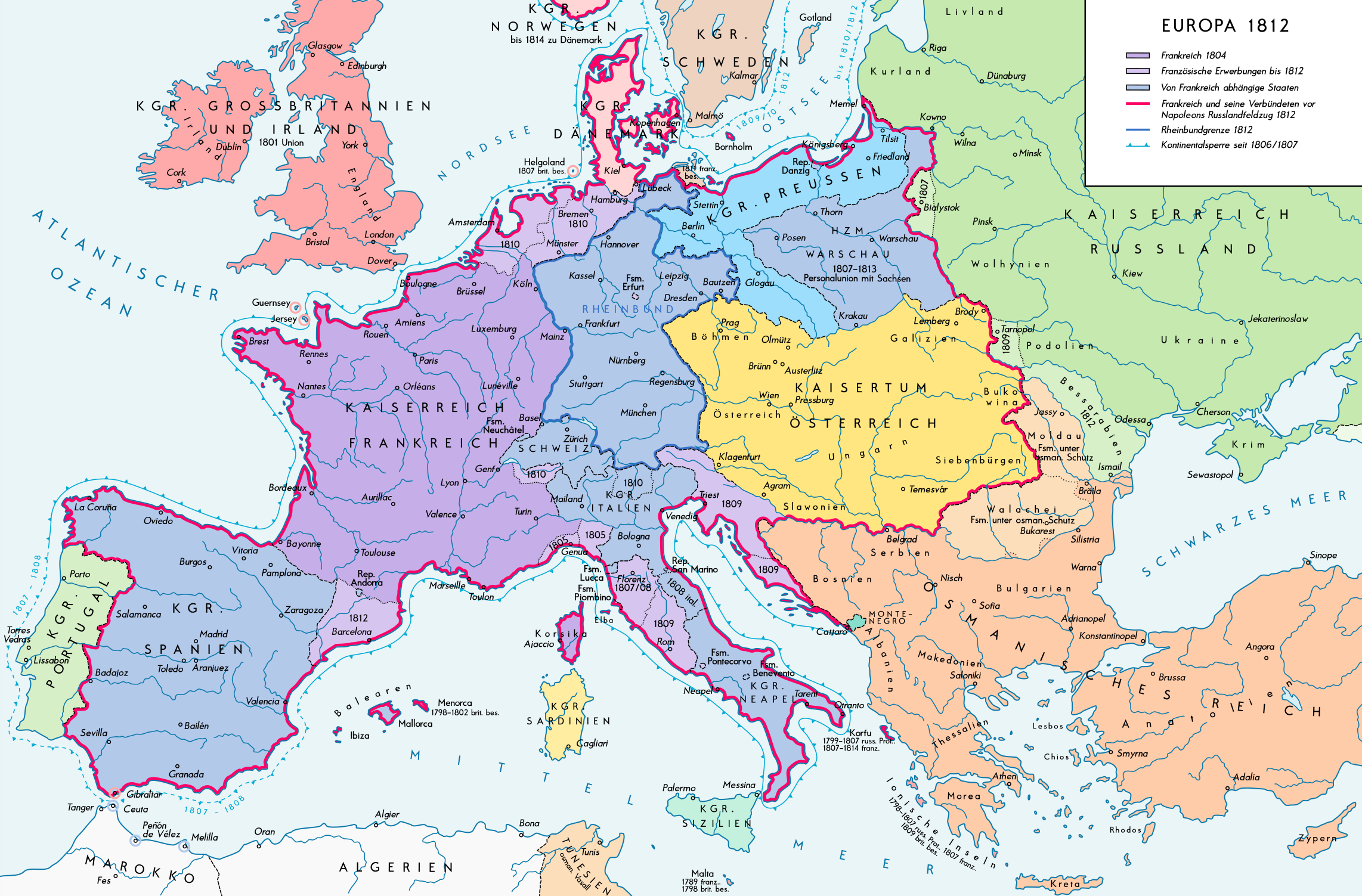
Europa im Jahr 1812 unter französischer Vorherrschaft

Um 1800 weitete sich die Französische Revolution zu einem gesamteuropäischen Geschehen aus: Napoleon Bonaparte trug ihre Ideen und Reformen gewaltsam über die französischen Grenzen hinaus. Die Vormachtstellung des napoleonischen Frankreichs auf dem Kontinent beruhte auf einem demographischen und finanziellen Vorsprung sowie einem größeren politischen Zusammenhalt. Selbst wenn die von Paris im Frieden von Campo Formio beanspruchten Gebietsgewinne außer Acht gelassen werden, lebten in Frankreich zwischen 14 und 15 % der europäischen Gesamtbevölkerung oder zwischen 27 und 29 Millionen Menschen. Im Vergleich dazu zählte Großbritannien ohne Irland 10,5 Millionen und das Habsburgerreich 25 Millionen Einwohner. Nur der Vielvölkerstaat Russland konnte mit 44 Millionen Einwohnern deutlich mehr Bevölkerung vorweisen als Frankreich. Nur die Hälfte der Untertanen des Zaren sahen sich jedoch politisch und ethnisch mit dem Staat verbunden. Separatistische Abspaltungsbewegungen schwächten insbesondere die Habsburgermonarchie im Inneren. Die von Napoleon erzwungenen Gebietsabtretungen schmälerten die Leistungsfähigkeit Österreichs weiter. Das bis 1806 bestehende Heilige Römische Reich in der Mitte Europas war territorial stark zersplittert. Wirtschaftlich gelang es Napoleon bis 1812, den französischen Staatshaushalt durchgehend zu sanieren. Die Finanzierung seiner Kriege in Süd-, Zentral- und Mittelosteuropa lastete er den jeweils besetzten Gebieten und Kriegsgegnern auf.
Zwischen 1792 und 1815 führten Frankreich und die anderen europäischen Mächte eine Reihe von Kriegen. Die als Koalitionskriege bezeichneten Auseinandersetzungen erreichten ein neues Ausmaß, das sich weder mit den vorhergehenden Kabinettskriegen noch mit den nachfolgenden Konflikten vor dem Ersten Weltkrieg vergleichen lässt. Fünf Millionen Menschen fielen den Koalitionskriegen zum Opfer. Gemessen an der europäischen Gesamtbevölkerung entsprach dies in etwa den Verlusten im Ersten Weltkrieg. Von den zwischen 1790 und 1795 geborenen Franzosen fand jeder Fünfte den Tod auf einem Feldzug. Nur wenige europäische Regionen wie Schweden, Norwegen, England, Sardinien und Sizilien blieben letztlich von ausländischen Truppendurchzügen gänzlich unberührt.

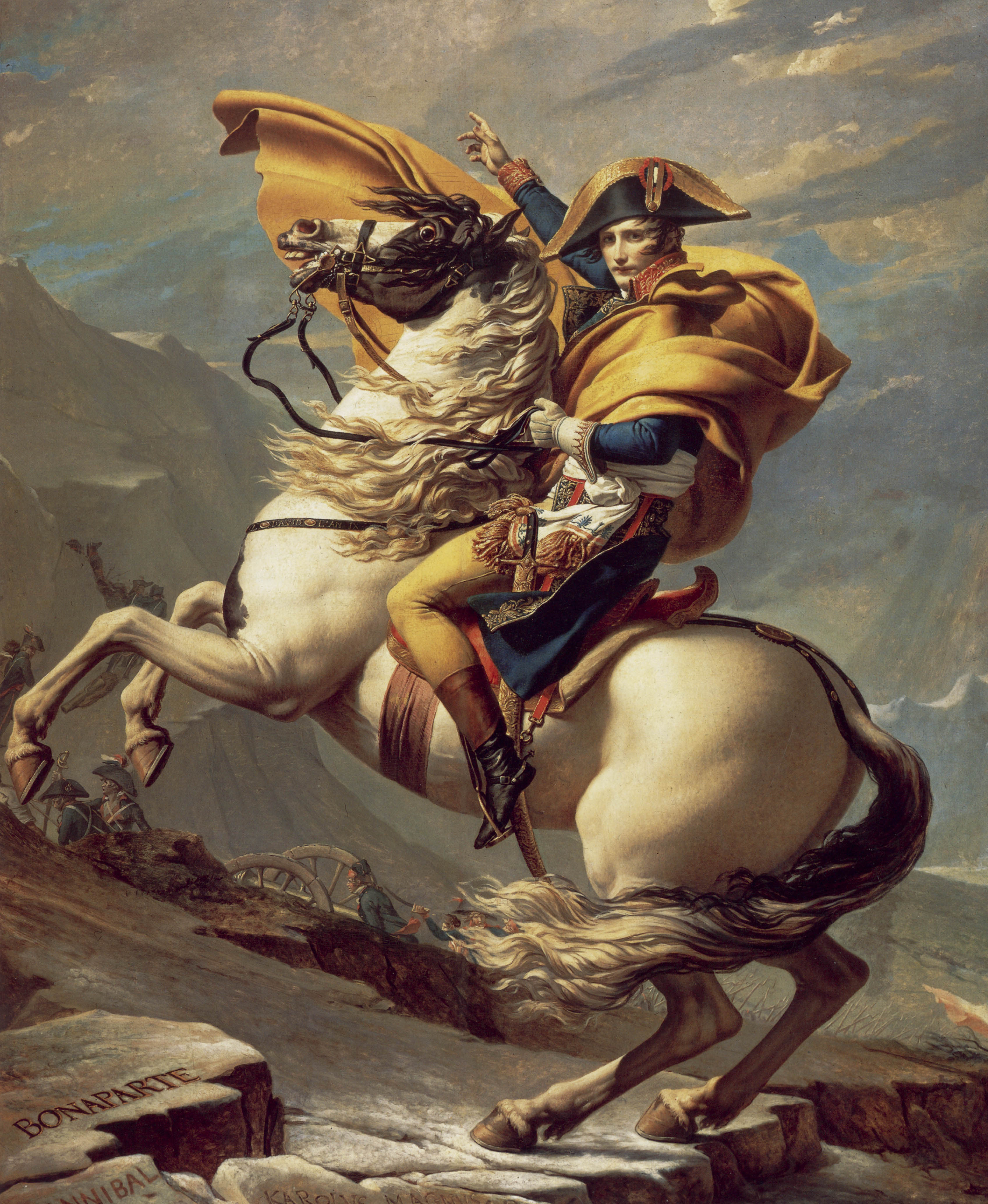
Der französische Kaiser Napoleon Bonaparte

Die kriegerische Expansion durch Frankreich löste in weiten Teilen des monarchischen Europas einen Modernisierungsdruck aus. Auch der konservativer werdende Politikstil Napoleons (Konkordat von 1801, Schaffung eines neuen Amtsadels sowie eine Amnestie für diejenigen, die während der Revolution aus Frankreich emigrierten) ließ Reformen nach französischem Vorbild zunehmend attraktiver erscheinen. So entstanden in vielen europäischen Staaten Gendarmerien, die auf dem Land für Sicherheit sorgten. Kirchliches Eigentum wurde zur Sanierung der Staatshaushalte säkularisiert. Die europäischen Regierungen führten häufig die Gewerbefreiheit ein, schränkten die rechtlichen Befugnisse der Aristokratie ein, schufen neue Verwaltungseinteilungen und öffneten innerstaatliche Zollschranken. Zum Teil traten erste Verfassungen in Kraft (etwa in einigen deutschen Staaten, Schweden, Sizilien und Spanien). Napoleon verlangte von Monarchien, die von seinen Familienangehörigen regiert wurden, die direkte Einführung des französischen Code civils bzw. seines Rechtssystems. Dies gelang jedoch nur partiell.
Insgesamt bestand in Europa eine Pattsituation: Während Frankreich nach der Schlacht bei Austerlitz den Großteil des europäischen Kontinentes kontrollierte, baute Großbritannien seine Seeherrschaft nach der Schlacht von Trafalgar weiter aus. Um Großbritannien dennoch zu Verhandlungen zu zwingen, verhängte Napoleon eine Wirtschaftsblockade gegen das Königreich: Mit einer Kontinentalsperre versuchte er London von dem Handel mit dem restlichen Europa abzuschneiden und es damit wirtschaftlich zu ruinieren. Außenpolitisch änderte sich an der europäischen Isolation Großbritanniens erst etwas mit den Aufständen auf der Iberischen Halbinsel gegen die französische Militärmacht und schließlich dem Scheitern von Napoleons Russlandfeldzug. Letztere Militäroperation läutete den beginnenden Zusammenbruch des napoleonischen Imperiums ein. Seine europäischen Gegner bezwangen Napoleon in der Völkerschlacht bei Leipzig und endgültig bei Waterloo 1815.

#### Zeit der Restauration und Revolutionen (1815–1849)

Europa nach der Neuordnung durch den Wiener Kongress 1815

Von 1815 bis 1853 herrschte zwischen den europäischen Staaten weitestgehend Frieden, während es in zahlreichen Ländern zu gewaltsamen innenpolitischen Auseinandersetzungen in Form von Bürgerkriegen und Revolutionen kam. Der insgesamt dennoch relativ stabile Friedenszustand gründete auf einer im Wiener Kongress von 1814/1815 etablierten Dominanz der fünf europäischen Großmächte, Frankreich, Großbritannien, Russland, Österreich und Preußen, die seit 1830 auch das Osmanische Reich in ihre außenpolitische Sicherheitspolitik einbanden. Das neue Friedenssystem zielte darauf ab, ein machtpolitisches Gleichgewicht zwischen den fünf Großmächten zu installieren. Auf diese Weise sollte eine erneute Hegemonie eines einzelnen Staates über seine Nachbarn verhindert werden. Zur Eindämmung möglicher französischer Expansionsgelüste wurden auf dem Wiener Kongress insbesondere die neu gegründeten Niederlande um das heutige Belgien erweitert und Preußens Westprovinzen am Rhein deutlich vergrößert. Ferner sollte der Deutsche Bund, ein Staatenbund deutscher Staaten, in Zentraleuropa stabilisierend wirken. Zu einer überstaatlichen Kooperation zwischen den Großmächten in Europa trugen nach 1815 die Heilige Allianz sowie mehrere Kongresse, wie der Aachener Kongress 1818, der Troppauer Kongress 1820, der Laibacher Kongress 1821 und der Veroneser Kongress 1822, bei.

Eugène Delacroix: Die Freiheit führt das Volk (1830)

Neben der Schaffung einer stabilen Friedensordnung für Europa bemühten sich die Regierungen 1815 auch um eine Wiederherstellung der traditionellen monarchischen Gesellschaftsordnung. Dabei machten sie partiell durchaus Zugeständnisse an den durch die Französische Revolution veränderten Zeitgeist, zum Beispiel in Form von Parlamenten und Wahlrechten. Eine Restauration im Sinne einer Wiederherstellung der vorrevolutionären Gesellschaftsverhältnisse wurde entweder erst gar nicht in Erwägung gezogen oder scheiterte im Laufe der nächsten Jahrzehnte. Nur in Spanien, Teilen Italiens und Kurhessen gelang es den Herrschern zeitweise, alle Reformen der napoleonischen Zeit wieder rückgängig zu machen. Erfolgreicher war eine Restauration oder Wiedereinsetzung von Dynastien, die während der Französischen Revolution und napoleonischen Herrschaft ihren Thron räumen mussten. Dies geschah in Frankreich, Spanien, Portugal und Teilen Italiens. Innenpolitisch prägte häufig das Ringen um Verfassungen die erste Jahrhunderthälfte. Dies mündete in vielen europäischen Staaten in die Revolutionen 1848/1849. Das Ausmaß der Konflikte um politische Emanzipation variierte stark von West– nach Osteuropa. Frankreich und Großbritannien reagierten so auf die revolutionäre Erschütterung um 1830 mit weiteren Reformen und gingen verfassungsrechtlich den Weg in Richtung einer parlamentarischen Monarchie. Preußen, Russland und die Habsburgermonarchie verschlossen sich dagegen einem derartigen politischem Wandel. Sie ließen nach wie vor keine Repräsentationskörperschaften im Sinne einer Volkssouveränität zu. Im Falle Preußens und Österreichs geschah dies erst unter dem Eindruck der Revolution von 1848/1849.
Ein weiteres Grundproblem der Wiener Ordnung war, dass die nationalen Interessen der Bevölkerung nicht berücksichtigt wurden. Während „Italien“ und „Deutschland“ in verschiedene Staaten gespalten waren, unterstanden Polen, Ungarn, Irland und Belgien einer Fremdherrschaft. Diese nationalen Spannungen vermengten sich mit liberalen Oppositionskräften. Zur Unterdrückung dieser beiden Bewegungen setzten die europäischen Großmächte zunächst auf militärische Interventionen. Dies war zuerst in Spanien der Fall: König Ferdinand VII. beseitigte dort die in napoleonischer Zeit entstandene Verfassung und Nationalversammlung, führte die Inquisition wieder ein und ließ Anhänger der ehemaligen französischen Herrschaft verfolgen. Von dieser restaurativen und absolutistischen Politik provoziert, erhob sich 1820 ein Militärputsch gegen den König. Ermutigt von den Erfolgen in Spanien kam es auch zu Aufständen auf Sardinien und Sizilien, die von österreichischen Truppen niedergeschlagen wurden. In Spanien marschierten 1823 französische Soldaten ein und stellten die Autorität des Königs wieder her. Der Interventionismus bekam im Zuge des Griechischen Unabhängigkeitskampfes von 1821 bis 1829 erste Risse. Obwohl es sich bei der griechischen Loslösung vom Osmanischen Reich um eine revolutionäre Aktion handelte, unterstützten Russland, Großbritannien und Frankreich diese in der entscheidenden Seeschlacht von Navarino. Zur Wahrung des monarchischen Prinzips wurde ein Bruder des regierenden bayerischen Königs auf den Athener Thron gesetzt. Die Großmächte verhinderten dann 1830 nicht mehr mittels einer Intervention eine Abspaltung von dem Königreich der Vereinigten Niederlande, aus der sich der belgische Nationalstaat bildete. Wie zuvor das Königreich Griechenland erhielt auch Belgien ein gekröntes Oberhaupt aus einem etablierten Herrscherhaus.
Während Griechenland die Unabhängigkeit erlangte, scheiterten die polnischen Bemühungen um einen Nationalstaat. Der Novemberaufstand von 1830/31 wurde von russischen Truppen niedergeschlagen und Kongresspolen vollständig in das Zarenreich inkorporiert. Polen blieb zwischen Preußen, Österreich und Russland aufgeteilt. Auch spätere Versuche, die polnische Unabhängigkeit zu erlangen, wie der Januaraufstand von 1863/64, scheiterten.
Ab 1846 erlebte Europa eine Revolutionswelle, die viele Staaten erfasste und in den Jahren 1848/49 ihren Höhepunkt erreichte. Wirtschaftliche Schwierigkeiten, der Wunsch nach mehr politischer Teilhabe und persönlichen Freiheiten sowie häufig auch das Streben nach einem Nationalstaat trieben die Revolutionen an. Die meisten Revolutionen scheiterten an den großen Interessengegensätzen der Revolutionäre und dem monarchischen Widerstand. Nach dem Sonderbundskrieg wird die Schweiz im Jahr 1848 von einem Staatenbund zu einem Bundesstaat mit demokratischer Verfassung.

#### Die zweite Jahrhunderthälfte
Zwar konnten die Revolutionäre ihre Forderungen nicht unmittelbar durchsetzen, doch begannen in zahlreichen Staaten Reformen von Oben. In fast allen Ländern des Deutschen Bundes, die noch keine Verfassungen hatten, wurden solche etabliert. Die Staaten weiteten die demokratischen Mitbestimmungsrechte aus und garantierten eingeschränkte politische und bürgerliche Freiheiten. In der zweiten Jahrhunderthälfte wuchsen in vielen Teilen Europas sowohl die Wirtschaft als auch die Rolle der Staatsbürokratie. Zahlreiche Politiker sahen es nun als Aufgabe des Staates an, der Ökonomie einen Rahmen zu geben und sie durch Infrastrukturprojekte zu fördern.
Westeuropa war der Vorreiter bei der Gewährung politischer Teilhabe und bürgerlicher Rechte. Das britische Parlament beschloss in der zweiten Jahrhunderthälfte eine Serie von Reformen. Danach konnte die Volksvertretung, die zuvor von Adeligen und Großgrundbesitzern dominiert wurde, von breiteren Bevölkerungsschichten gewählt werden und die Wahlkreise wurden gerechter aufgeteilt. Religiöse Minderheiten bekamen mehr politische Rechte und Karrierechancen. In Frankreich nutzte Napoleon III. die Schwächen der 1848 entstandenen Zweiten Republik aus, konzentrierte einen großen Teil der Macht auf sich und etablierte ein cäsarisches Kaisertum. Nach außenpolitischen Niederlagen und innenpolitischem Druck gewährte der Kaiser in den 1860er Jahren wieder mehr Mitbestimmung und persönliche Freiheiten. Die nach seinem Sturz 1870 entstandene Dritte Republik weitete diese Partizipations- und Grundrechte nochmals stark aus.
Gedrängt von militärischen Niederlagen und innenpolitischen Spannungen führten die österreichische Habsburgermonarchie und das russische Zarenreich in den 1860er und 1870er Jahren Reformen von Oben durch. Russland war einer der letzten europäischen Staaten, der 1861 die Leibeigenschaft aufhob. Eine der Habsburger Reformen war die Abschaffung der Grundherrschaft. Mit der Umwandlung des Habsburgerreiches in die Österreichisch-Ungarische k und k Doppelmonarchie 1867 wurde dem Wunsch der Ungarn nach mehr Eigenständigkeit nachgegeben. Das galt jedoch kaum für die anderen Nationalitäten im Habsburgerreich. So blieben dem Reich ethnische Spannungen bis zu seinem Ende erhalten.
Seit den 1848/49er Revolutionen löste sich die Wiener Ordnung schrittweise auf. In der sonst friedlichen Zeit zwischen 1815 und dem Ersten Weltkrieg bildeten die Kriege, die die Großmächte von 1853 bis 1871 führten, eine Ausnahme. Mit diesen Kriegen endete die monarchische Solidarität der ersten Jahrhunderthälfte. Ihr folgte die schrittweise Einführung der Realpolitik, bei der der Ausgleich von gegenseitigen Interessen zunehmend bilateral gesucht wurde, und die für die Berücksichtigung eines ideellen internationalen Gesamtsystems kaum noch Raum ließ.

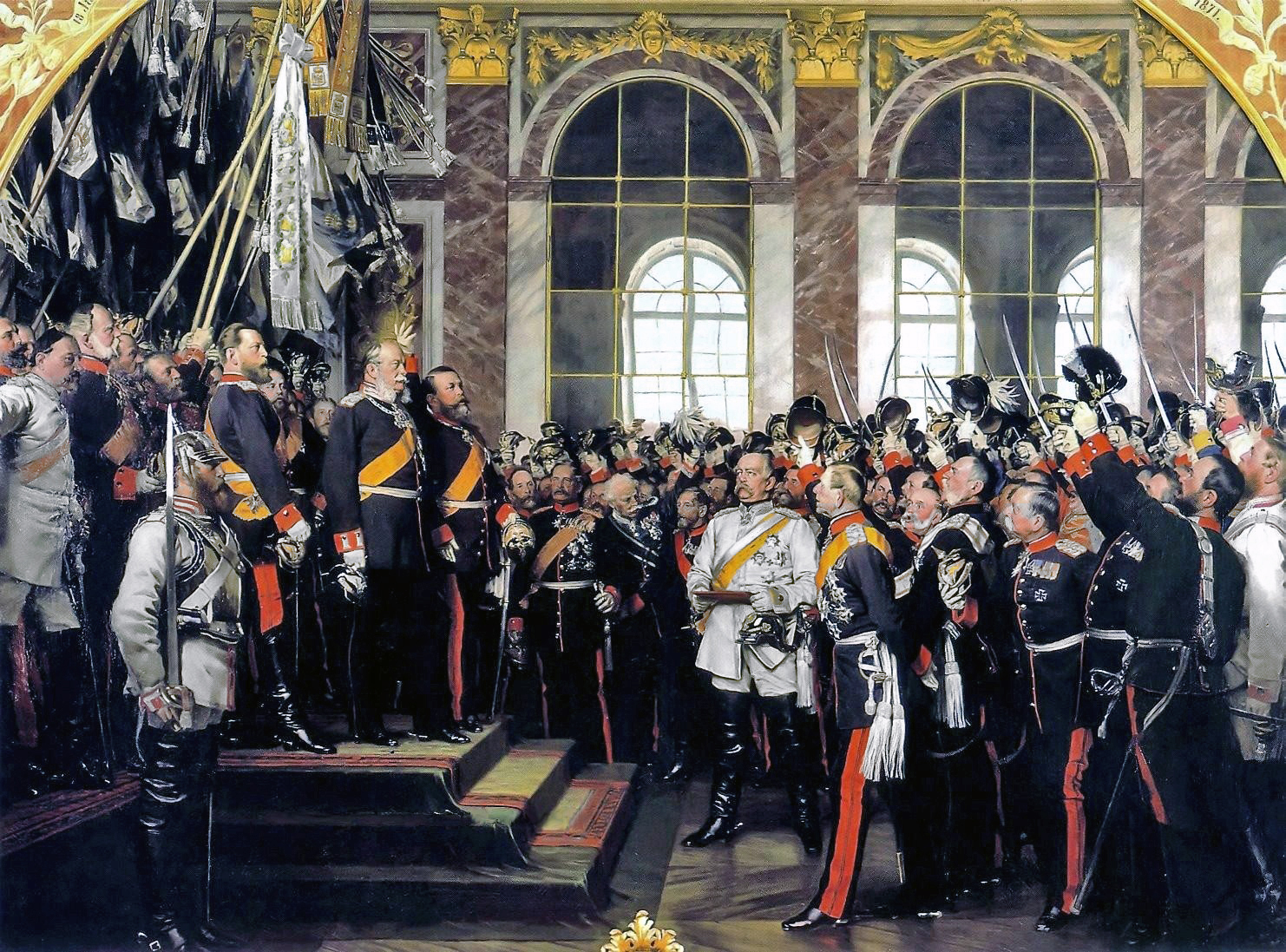
Die Proklamierung des Deutschen Kaisers im Schloss Versailles bei Paris

Die nach mehreren Einigungskriegen zwischen 1859 und 1871 erfolgte Gründung eines italienischen und deutschen Nationalstaats veränderte das politische Gleichgewicht Europas grundlegend. Die Gründung des Königreichs Italien ging von Sardinien-Piemont aus, das dazu mehrere Kriege gegen Österreich, Frankreich, Neapel und den Kirchenstaat führte. Dabei wurde es von demokratisch-revolutionären Bewegungen unterstützt. Das Deutsche Kaiserreich unter preußischer Führung entstand im Zuge der Deutschen Einigungskriege (1864–1871) und veränderte die politischen Kräfteverhältnisse in Europa. Zum einen löste sich der Deutsche Bund als stabilisierendes Element für die europäische Ordnung nach dem Deutschen Krieg 1866 auf. Zum anderen entstand in Mitteleuropa eine neue Großmacht. Der im Zuge der Einigungskriege, insbesondere dem Deutsch-Französischen Krieg von 1871, entstandene tiefe politische Graben zwischen Frankreich und Deutschland wurde ein wichtiger Einflussfaktor europäischer Bündnispolitik. Die deutsche Einigung ohne Österreich verstärkte dessen Fokus weg von Mitteleuropa unter anderem hin zum Balkan. Dort geriet es zunehmend in Interessenskonflikte mit Russland.
Mit komplexen Bündnissystemen schafften es die europäischen Staaten, einen Ausgleich untereinander herzustellen. Das Deutsche Kaiserreich strebte in den 1870/80er Jahren eine Balance zwischen den rivalisierenden Großmächten an. Dabei gelang es ihm, seinen Rivalen Frankreich politisch zu isolieren. Die deutsche Bündnispolitik überstand auch die Balkankrise von 1875 bis 1878, in der die Konflikte auf dem Balkan zu gesamteuropäischen Spannungen führten.
In der gesamten zweiten Jahrhunderthälfte kam es auf dem Balkan zu einer beschleunigten Desintegration des Osmanischen Reiches durch zahlreiche ethnisch-nationale Bewegungen und Aufstände. Neue Nationalstaaten, wie Serbien und Rumänien, sowie quasi autonome Gebiete wie Bulgarien entstanden. Diese wurden am Ende der Balkankrise auf dem Berliner Kongress von 1878 international anerkannt. Der Nationalismus auf dem Balkan führte zu gewaltsamen Auseinandersetzungen, die sich nicht nur gegen den osmanischen Sultan, sondern auch gegen andere ethnische Gruppen richteten.
Zum Ende des Jahrhunderts wurde der Machtwettbewerb zwischen den europäischen Großmächten immer aggressiver. Imperialismus und die Radikalisierung des Nationalismus gingen mit einer Militarisierung von Politik und Gesellschaft einher. Mit zunehmendem Konkurrenzdenken der Nationen begann ein Prozess des Wettrüstens.
Ab den 1890er Jahren isolierte sich Deutschland in Europa zunehmend. Seinen neuen Weg kennzeichneten die Abkehr von der Politik des „ehrlichen Maklers“ und eine aggressive militaristische Rhetorik. Das mangelnde Interesse des Deutschen Kaiserreichs an der Fortführung der Beziehungen zu Russland gab Frankreich die Möglichkeit, mit dem Zarenreich eine Defensivallianz zu bilden. Damit durchbrach es seine politische Isolation. Deutschland konzentrierte sich auf die Beziehung mit Österreich-Ungarn, den Zweibund, der zu einem Dreibund mit Italien erweitert worden war. Dieser zeigte jedoch schon 1896 mit der Annäherung des Königreichs Italien an die französische Republik erste Risse. Zwischen Frankreich und Großbritannien bestanden in den 1890er Jahren Spannungen aufgrund ihrer kolonialen Rivalität. Eine Annäherung beider Rivalen Frankreichs, dem britischen Königreich und Deutschland, scheiterte jedoch 1900, da sie sich nicht auf eine gemeinsame Koordination ihrer Flottenpolitik einigen konnten. So deuteten sich schon 1900 die zwei politischen Blöcke an, die im Ersten Weltkrieg gegeneinander kämpften. In den 1890er Jahren war ein großer Krieg zwar wahrscheinlicher geworden, aber er war nicht unvermeidlich.

### Politische und gesellschaftliche Trends

#### Rechtsgleichheit und Auflösung der Ständeordnung
Als Antwort auf die politischen Änderungen, die mit der Französischen Revolution und der Napoleonischen Zeit in von Frankreich besetzten Gebieten eingeführt wurden, hatten zahlreiche europäische Fürsten ebenfalls Reformen in ihren Territorien eingeleitet. Auch wenn einige Änderungen nach der napoleonischen Niederlage wieder zurückgenommen wurden, blieben doch bedeutende Änderungen bestehen. Die Auflösung der feudalen Gesellschafts- und Wirtschaftsordnung war im Westen und der Mitte Europas eingeleitet. Anstelle der ständischen Gesellschaft der letzten Jahrtausende trat die bürgerliche Gesellschaft, deren Prinzipien in Europa zunehmend verwirklicht wurden, wenn auch mit regional unterschiedlicher Geschwindigkeit.
In der Ständegesellschaft waren die Rechte des Einzelnen an den gesellschaftlichen Stand gebunden, der im Wesentlichen durch die Geburt bestimmt wurde. In der bürgerlichen Gesellschaft hatten alle prinzipiell die gleichen Rechte und Pflichten, wovon auch Minderheiten wie die Juden profitierten. Die Möglichkeiten zur Nutzung der Rechte hing jedoch stark vom Geschlecht, dem Ansehen des Elternhauses, ethnischen Gesichtspunkten, Bildung, Einkommen und Vermögen ab. So bildeten sich neue Soziale Schichten, die sich häufig stark voneinander abgrenzten. Insbesondere vor dem Hintergrund der Industrialisierung waren die Gesellschaften des 19. Jahrhunderts weiterhin von großer sozialer und wirtschaftlicher Ungleichheit geprägt.
Der Adel behielt in seiner Mehrheit in vielen Ländern eine bedeutende Stellung, die sich zunehmend auf wirtschaftliche Grundlagen und gesellschaftliche Konventionen stützte.
Der rechtlichen und sozialen Emanzipation großer Gruppen der Bevölkerung stand die Ausgrenzung von Minderheiten gegenüber. Diese versuchten, ihre Position sowohl durch Assimilation als auch Einforderung ihrer Rechte zu verbessern. Neben Sinti und Roma waren Juden eine große Minderheit, die im 19. Jahrhundert kontinuierlich mit Judenfeindschaft in den europäischen Gesellschaften konfrontiert war. Die Feindschaft richtete sich einerseits gegen die Emanzipation der Juden, andererseits wurden diese als Chiffre für tatsächliche oder vermeintliche Fehlentwicklungen der sozialen Umbrüche des Jahrhunderts missbraucht. Mehrfach eskalierte diese in kollektiven Gewaltausbrüchen gegen jüdische Gemeinschaften, wie bei den Hep-Hep Krawallen in deutschen Staaten zu Jahrhundertbeginn und den Pogromen im Russischen Reich zum Jahrhundertende.

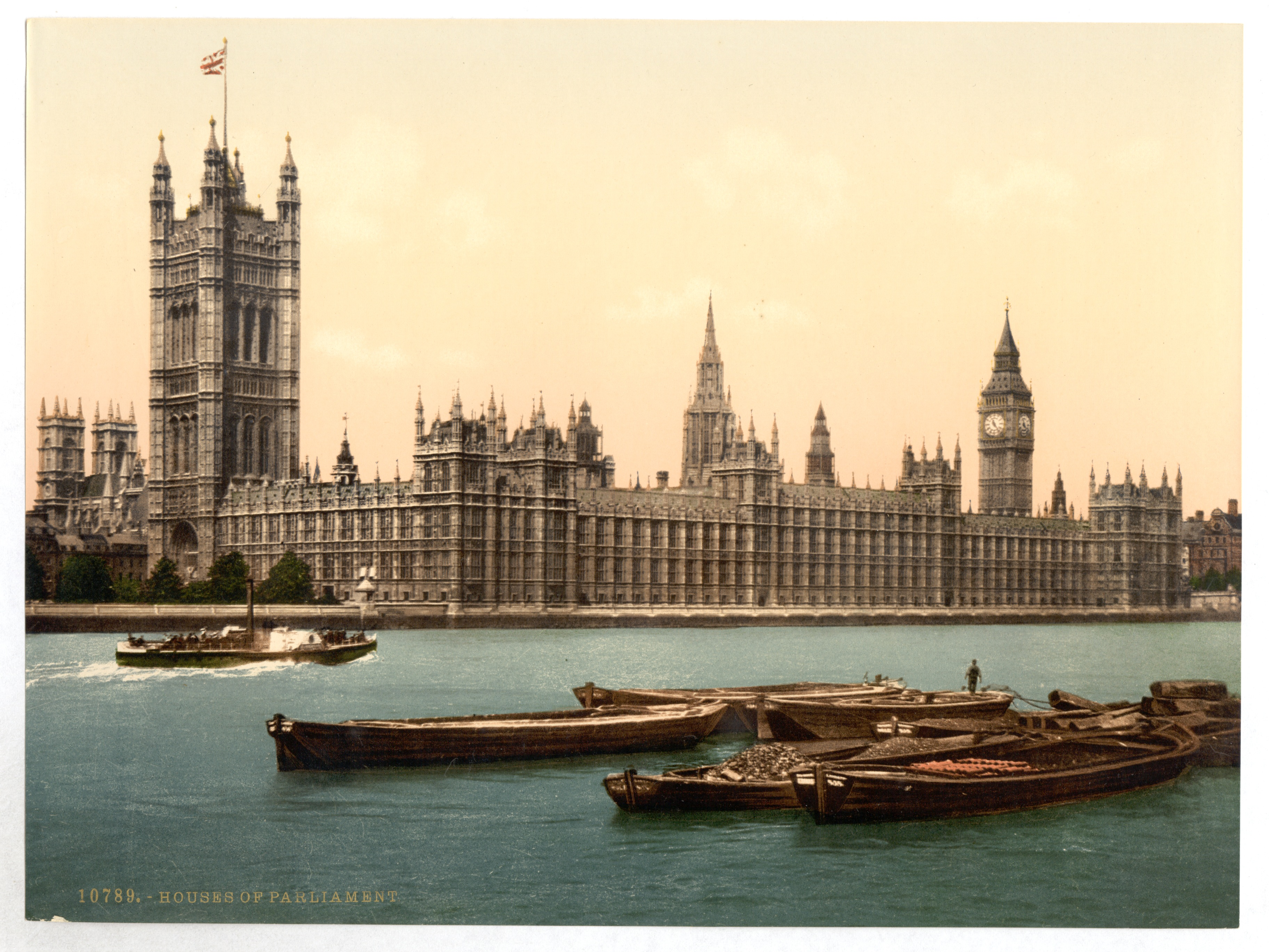
Palace of Westminster, Sitz des britischen Parlaments

#### Monarchie, Verfassung und Parlament
Mit Ausnahme weniger Staaten, wie der Schweiz und der Dritten Französischen Republik, waren die europäischen Staaten Monarchien. Nach Aufklärung und Französischer Revolution legitimierten sich die Monarchen durch eine gelungene Repräsentation der Nation statt durch Gottesgnadentum. Persönliche oder dynastische Interessen hatten sie unterzuordnen. Sie standen unter dem Druck einflussreicher gesellschaftlicher Gruppen, eine Verfassung einzuführen, die Bevölkerung Parlamente wählen zu lassen und diese Parlamente an der Regierung zu beteiligen. Diese Forderungen wurden in Europa im Laufe des Jahrhunderts unterschiedlich verwirklicht, wobei es jedoch in keinem Land eine umfassende demokratische Partizipation gab. In vielen Staaten wurde die Monarchie durch eine Verfassung beschränkt. Viele Länder richteten Parlamente ein. Diese konnten zunehmend mehr männliche Bürger wählen, jedoch blieben in vielen Ländern auch am Jahrhundertende bedeutende Gruppen, wie in Großbritannien, von der Wahl ausgeschlossen. Dafür hatte das britische Parlament einen sehr weitreichenden Einfluss auf die Regierung. Im Gegensatz dazu war der Einfluss des deutschen Reichstags, der von nahezu der gesamten erwachsenen männlichen Bevölkerung gewählt werden durfte, erheblich beschränkter.

#### Ideologien, Parteien und Pressefreiheit
Die Bemühungen vieler Herrscher, nach 1815 die politische Diskussion in der Öffentlichkeit und in Vereinen einzuschränken, war nur von begrenztem Erfolg. Im Laufe des Jahrhunderts wurden tendenziell die Spielräume für den politischen Diskurs immer größer. Dabei spielte die dank neuer Drucktechniken stark gestiegene Auflage von Druckerzeugnissen, insbesondere Zeitungen, eine fördernde Rolle. Der Grad der Pressefreiheit war in Europa sehr unterschiedlich. Während England ab den 1830er Jahren ein Vorreiter bei der Pressefreiheit war, gab es in Deutschland zwar ab 1874 formal Pressefreiheit, die jedoch durch Strafgesetze faktisch eingeschränkt wurde. Auch wenn der politische Diskurs teilweise behindert wurde, entstanden in vielen europäischen Staaten politische Ideologien, wie Liberalismus, Konservatismus und in der zweiten Jahrhunderthälfte Sozialismus. Viele in diesem Jahrhundert gegründete Parteien vertraten eine dieser Ideologien, eine bestimmte ethnische bzw. religiöse Gruppe oder beides.

#### Nationalstaat, Nationalismus und Imperialismus

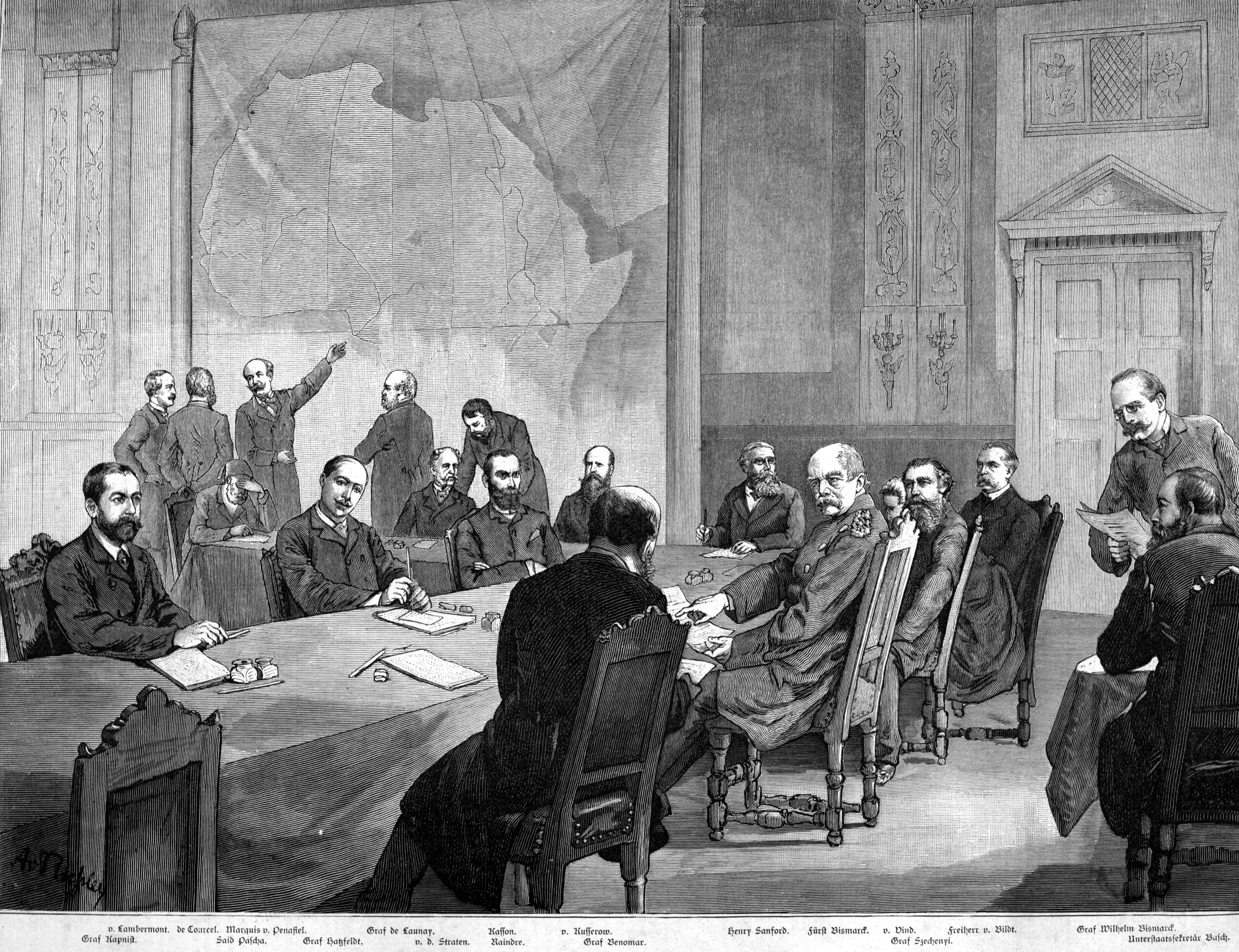
Die Berliner Konferenz von 1884/85 diente der Regulierung der europäischen Inbesitznahme Afrikas durch zahlreiche europäische Staaten und die Vereinigten Staaten.

Im Laufe des Jahrhunderts bildeten und festigen sich in vielen Ländern Europas Nationalstaaten. Während in Westeuropa bestehende Länder, wie Großbritannien und Frankreich, ihre Umformung zu Nationalstaaten vollendeten, wurden ein deutscher und italienischer Nationalstaat aus mehreren vormals selbständigen Territorien geformt. Auf dem Balkan entstanden wiederum mehrere Nationalstaaten durch Abspaltung vom Osmanischen Reich. Mit der Einführung der Staatsbürgerschaft definierten die Nationalstaaten die personelle Zugehörigkeit zum Staat. Unabhängig davon, ob ein Nationalstaat schon bestand oder erst entstehen sollte, propagierten Nationalisten eine Idee ihrer Nation und dessen Staatsvolk, das sie nach einheitlichen Charaktermerkmalen, wie der Sprache, zu definieren versuchten. Diesem Wir-Gefühl stellten sie die Abgrenzung von Nachbargesellschaften und nicht-konformen Minderheiten gegenüber.
Im Zuge ihrer imperialen Expansion errichteten die Europäer neue Kolonien in Asien und vor allem in Afrika, das sie fast ganz unter sich aufteilten. Neben Prestigegründen und Großmachtfantasien trieb nicht zuletzt die Sorge die europäischen Staaten an, gegenüber den europäischen Konkurrenten ins Hintertreffen zu geraden. So begann um 1880 ein Wettlauf der Europäer um Afrika. Ferner waren Hoffnungen auf eine Ausbeutung von Rohstoffen, die Sicherung von Absatzmärkten und die Erschließung von Siedlungsraum für die Bevölkerung der eigenen Nation mit der Kolonisierung verbunden. Schließlich wollten die Europäer ihre Religion und die europäische Kultur, die für sie allen anderen Kulturen überlegen war, exportieren. Bei aller Rivalität gelang es den europäischen Mächten, sich bei Streitigkeiten über die kolonialen Grenzen im Verhandlungswege zu einigen.
Die neuen Kolonien gliederten die Kolonialherren in die Verwaltungsstrukturen der Mutterländer ein. Zwar waren die Kolonien wirtschaftlich für einzelne Gruppen von Europäern sehr lukrativ, jedoch für die Volkswirtschaften der Mutterländer entweder ein Nullsummenspiel, wie im Falle der Niederlande und Großbritanniens, oder ein Verlustgeschäft.

#### Internationale Kooperationen
Im 19. Jahrhundert nahm die Breite grenzüberschreitender Aktivitäten stark zu. Die Kooperation umfasste wirtschaftliche, wissenschaftliche, religiöse, emanzipatorische, politische und zahlreiche andere Themen. Transnationale Bewegungen waren zum Beispiel die Rote-Kreuz-Bewegung, die Friedensbewegung, die jüdische Emanzipationsbewegung und die sozialistische Arbeiterbewegung. Internationale Organisationen, in denen sich Angehörige verschiedener Nationen freiwillig und dauerhaft zusammenschlossen, waren ein neues Phänomen dieses Jahrhunderts.
Grundlage für die Steigerung der internationalen Kooperation bildeten die neuen Kommunikationsmöglichkeiten, wie Massenpresse und Telegrafie, sowie die Erleichterung des Reisens, zum Beispiel durch die Eisenbahn. Die Lösung der Konflikte, die sich aus dem internationalen Verkehr ergaben, motivierten die Kooperationspartner. Die zunehmende Stärkung des Nationalstaates stand der internationalen Kooperation nicht entgegen, da man in ihr ein Mittel der Außenpolitik sah.

#### Soziale Rollen von Frauen und Männern
Veränderte Arbeitswelten und Verstädterung führten bei großen Teilen der Bevölkerung auch zu einem veränderten Familienleben und einer neuen Definition der Rollen von Männern und Frauen. Bei immer mehr Berufen trennten sich Arbeits- und Wohnort, womit die Wohnung der Familie kein gemeinsamer Arbeits- und Wohnort mehr war. In dieser Umwelt bildete sich ein Idealbild heraus, dass dem Mann der Ernährung der Familie außer Haus und der Frau die Haushaltsführung und Kindererziehung zuschrieb. Dieses gesellschaftliche Leitbild wurde in der Reinform jedoch nur bei wenigen wohlhabenden bürgerlichen Familien verwirklicht, während bei der Mehrheit der Arbeiterfamilien die Ehefrau mitverdienen musste. Im Gegensatz zu den unteren Schichten konnten die oberen Schichten selten das Ideal der Heirat aus romantischer Liebe verwirklichen. Zu den aufkommenden bürgerlichen Idealen, die auf andere gesellschaftliche Schichten ausstrahlten, gehörten das Streben nach Bildung, Selbständigkeit, Individualität und die Kultivierung der eigenen Gefühle.
In der zweiten Jahrhunderthälfte wurde die Frauenbewegung in West- und Zentraleuropa zunehmend stärker. Ihr Schwerpunkt lag zunächst auf der Verbesserung der Lebensverhältnisse, wie der Zugang zur Bildung für Mädchen und Frauen. Wenige privilegierte Frauen konnten ab der zweiten Jahrhunderthälfte in mehreren europäischen Staaten studieren. Um die Jahrhundertwende wurde verstärkt für das Frauenwahlrecht gekämpft.

### Wirtschaft und Technik

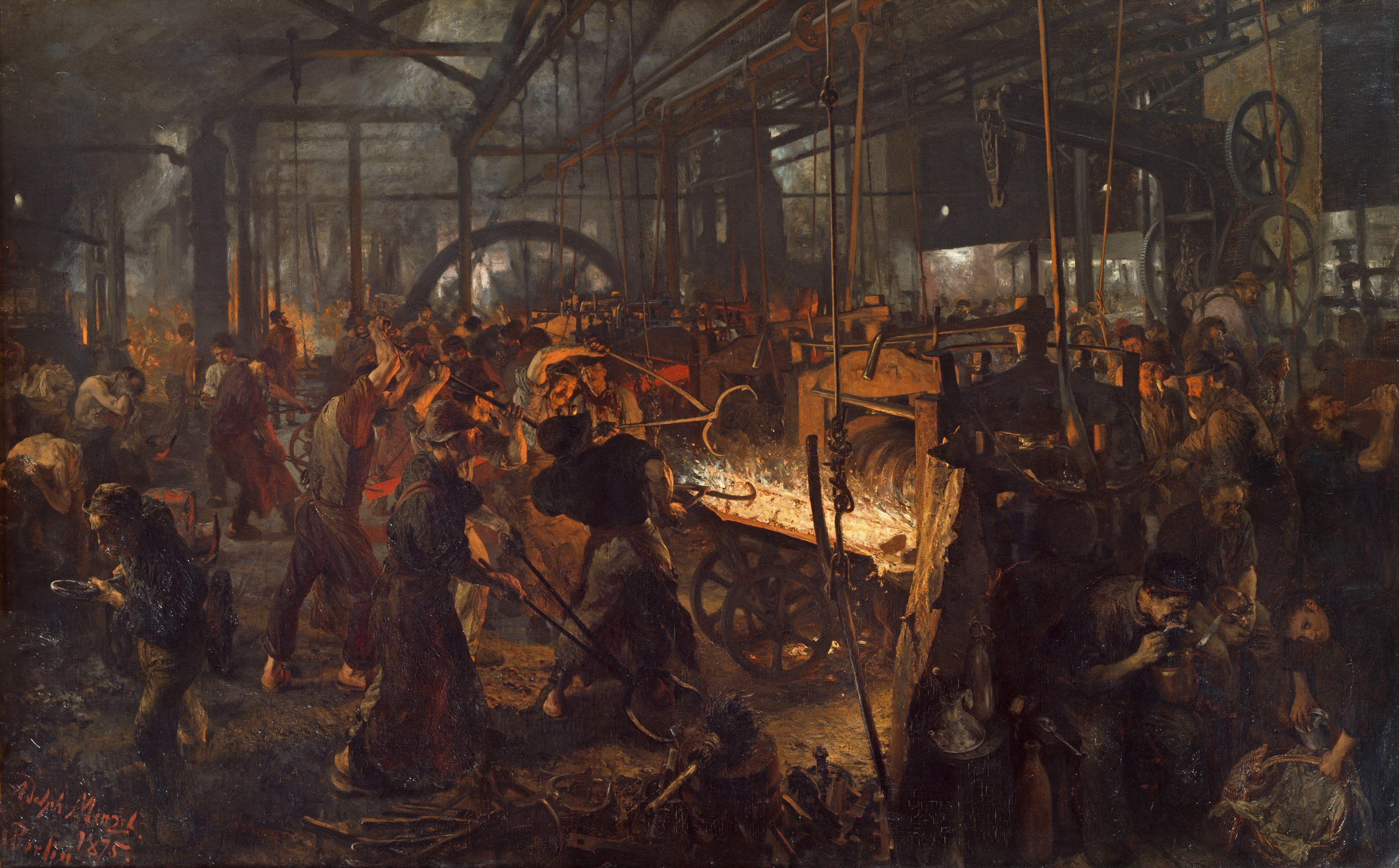
Eisenwalzwerk, Ölgemälde von Adolph von Menzel, 1875

Die Befreiung von Vorschriften, technische Fortschritte und das Bevölkerungswachstum führten zu einer so massiven Änderung der Wirtschaft wie in keinem Jahrhundert davor. Die Agrarrevolution des vorherigen Jahrhunderts setzte sich fort. Zum einen trugen verbesserte Anbaumethoden sowie der Einsatz von Technik und von Kunstdünger zur Steigerung der Nahrungsmittelproduktion und zum Bevölkerungsanstieg auf dem Land bei. Zum anderen steigerte die Änderung der ländlichen Besitzverhältnisse in einigen europäischen Staaten im Zuge der Bauernbefreiung die landwirtschaftliche Produktivität.
Effizienz- und Bevölkerungswachstum resultierten in vielen freien Arbeitskräften auf dem Land. Die steigende industrielle Konkurrenz und der Freihandel führten im ländlichen Gewerbe, insbesondere im Textilsektor, zu einer Absatzkrise. So wuchs die Zahl der Armen auf dem Land, was Pauperismus genannt wurde. Die Landarmut führte zu starken Migrationswellen in europäische Wachstumsregionen und nach Übersee. Sehr viele freie ländliche Arbeitskräfte wanderten in die Städte. Dort nahmen die Industriebetriebe, die im Zuge der industriellen Revolution stark wuchsen, das Arbeitskräftepotential auf. In diesem Jahrhundert vervielfachten sich die Einwohner vieler Städte. Allein die Zahl der Städte über 100.000 Einwohnern verdreifachte sich in der letzten Jahrhunderthälfte. Die hohe Anzahl von Arbeitskräften sowie geringe staatliche Regulierung ermöglichten es wenigen vermögenden Fabrikbesitzern, ihre Arbeiter zu kaum auskömmlichen Löhnen und harschen Arbeitsbedingungen zu beschäftigen. Das führte zu Verelendung großer sozialer Schichten in den Städten. Im Laufe des Jahrhunderts nahm eine immer breitere Öffentlichkeit diese Soziale Frage als Problem wahr. Zu seiner Lösung bildeten sich Gewerkschaften, die mit den Arbeitgebern bessere Löhne verhandelten. Politische Parteien oder Akteure forderten gesetzliche Regelungen. Im Laufe des Jahrhunderts wurden dann Schutzgesetze zur Verbesserung der Arbeitsbedingungen und zur Eindämmung der Kinderarbeit erlassen. In Deutschland wurden Sozialversicherungen eingeführt, die minimale Absicherungen gewährten.
Die Agrarrevolution und neue Technik waren wichtige Treiber für die Industrielle Revolution, die nicht nur die Wirtschaft, sondern auch die Gesellschaft und die Mentalität der Menschen grundlegend änderte. Im vorherigen Jahrhundert begann man zunächst in Großbritannien in einigen Sektoren mit einer mechanisierten, fabrikmäßigen, arbeitsteiligen, kapitalintensiven Produktion. Im Laufe des Jahrhunderts zogen Belgien, Frankreich, die Schweiz, Deutschland, Norditalien und Westösterreich nach. Die Industrialisierung, die sich auch innerhalb der Länder auf einige Regionen konzentrierte, fing zunächst im Textilsektor an und dehnte sich dann auf andere Sektoren, wie Maschinenbau, Stahlerzeugung und Chemieindustrie aus.
Zu Beginn des Jahrhunderts war die Landwirtschaft der mit Abstand bedeutendste Wirtschaftssektor der kontinentaleuropäischen Staaten. Im Laufe des Jahrhunderts nahm ihre relative Bedeutung zugunsten des industriell-gewerblichen Sektors und des Dienstleistungssektors in vielen Staaten Europas stark ab. Fossil angetriebene Maschinen waren kennzeichnend für die neuen Industriebetriebe. Die starke Arbeitsteilung in den Fabriken setzte fest strukturierte Arbeitszeiten voraus. Dieser Arbeitsrhythmus zwang viele Menschen, ihren Alltag nach der Uhrzeit zu strukturieren.

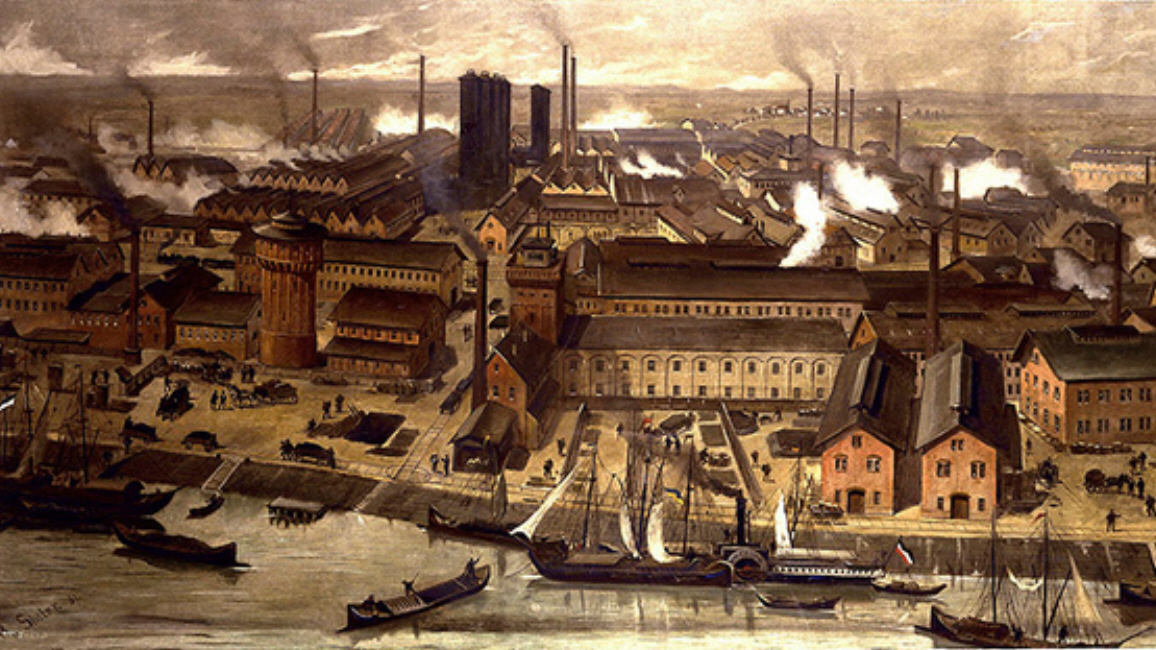
Die Badische Anilin- und Soda-Fabrik in Ludwigshafen auf einer Postkarte von 1881

Die Industrialisierung erforderte immer mehr Kapital. Das Kapital für privat finanzierte Infrastrukturinvestitionen, hohe Investitionen in Maschinenparks und die Entstehung von Großbetrieben mit mehreren hunderttausend Mitarbeitern konnte oft nur von vielen Kapitalgebern aufgebracht werden. Als Antwort entstanden Kapitalgesellschaften, deren Eigentümer ihre Haftung beschränkten und das Management an angestellte Manager übergaben.
Wirtschaft und Handel profitierten von der immer größeren Vernetzung innerhalb Europas und mit Übersee. Der Bau von Eisenbahnen hauptsächlich in der zweiten Jahrhunderthälfte förderte die Wirtschaft durch hohe Investitionen und den wesentlich schnelleren Transport von Gütern. Die Dampfschifffahrt beschleunigte und intensivierte den lukrativen Import von Rohstoffen aus Übersee und Export von Fertigwaren in die Welt. Während die internationale Vereinheitlichung von Maßen und Gewichten es Unternehmen erleichterte, international zu konkurrieren, beschleunigte die Telegrafie die wirtschaftliche Disposition.
In der zweiten Jahrhunderthälfte verbesserten sich in zahlreichen europäischen Ländern die Lebensbedingungen, so dass die meisten Menschen zumindest ein Minimum an materieller Sicherheit gewannen. Viele Städte wurden modernisiert, Stadtmauern abgerissen und die Infrastruktur zum Beispiel durch die Errichtung einer Kanalisation stark verbessert.

### Wissenschaft und Bildung

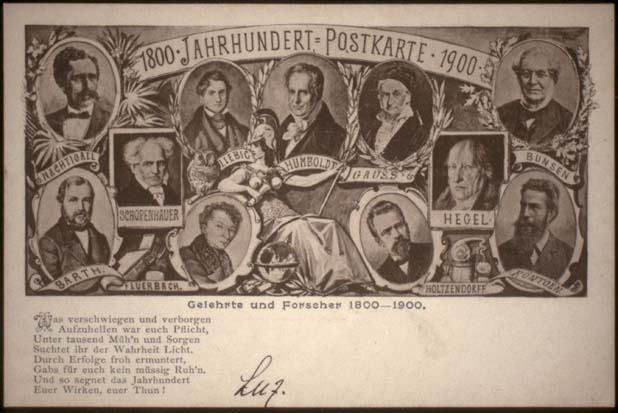
Postkarte: Gelehrte und Forscher 1800–1900

Aufbauend auf den Erkenntnissen des vorherigen Jahrhunderts machten die Wissenschaften große Fortschritte. Die einzelnen Wissenschaftsgebiete gliederten sich immer weiter auf und professionalisierten sich. Die rasche Veränderung der Gesellschaft regte dazu an, sie systematisch zu untersuchen. So entstanden Gesellschaftswissenschaften, wie die Wirtschaftswissenschaft und die Soziologie. Im Laufe des 19. Jahrhunderts setzte sich eine klare Trennung von Gesellschaftswissenschaften und Naturwissenschaften durch. Vor allem letztere machten rasante Fortschritte, die sich auf das Alltagsleben auswirkten. Im Vergleich zu den vorherigen Jahrhunderten wurden ihre Erkenntnisse wesentlich schneller in die Praxis umgesetzt. Beispielhaft dafür sind die Erkenntnisfortschritte über die Organische Chemie, die Elektrizität und den Magnetismus. Ferner wurden im 19. Jahrhundert zahlreiche wissenschaftliche Entdeckungen und Erfindungen, wie die Radioaktivität, die Telefonie und das Automobil gemacht, die erst im 20. Jahrhundert eine breite Wirkung auf Wirtschaft und Gesellschaft hatten.
Eine grundlegende Wende vollzog die Medizin in der zweiten Jahrhunderthälfte, indem sie Krankheiten allein auf Fehlfunktionen der Körperzellen zurückführte. Basierend auf Chemie, Physik und Biologie konzentrierte sie sich auf das quantitativ Erfassbare. Bei der Suche nach Ursache-Wirkungszusammenhängen nahm man Bakterien als Krankheitsverursacher wahr. Die Entdeckung und Bekämpfung zahlreicher Krankheitserreger hatte Einfluss auf das Leben von Millionen über Ländergrenzen hinweg. Auf Basis der Erkenntnisse, aber auch durch bessere Hygiene, Gesundheitsaufklärung wurden Seuchen bedeutend reduziert. Durch die Entdeckung der Anästhesie und die Einführung der Antisepsis wurde die Chirurgie revolutioniert, aus der sich vor allem in der zweiten Hälfte des 19. Jahrhunderts weitere Spezialfächer der operativen Medizin wie die Augenheilkunde, die Urologie und die Hals-Nasen-Ohren-Heilkunde entwickelten.
Universitäten und außeruniversitäre Forschungseinrichtungen waren für die Forschung von großer Bedeutung. Der europaweite Austausch der strukturell sehr unterschiedlichen europäischen Forschungseinrichtungen trug maßgeblich zu den Erfolgen in den Naturwissenschaften bei. Ihren Nachwuchs bekamen die Universitäten aus einem Schulsystem, das immer zielgerichteter aufgebaut wurde. Eine allgemeine Schulpflicht, die die gesamte Bevölkerung erfasste, wurde in vielen Ländern eingeführt. Zahlreiche Länder unterrichteten auch in großer Breite Mädchen, die jedoch selten eine höhere Schulbildung genossen.

### Religion und Weltanschauung

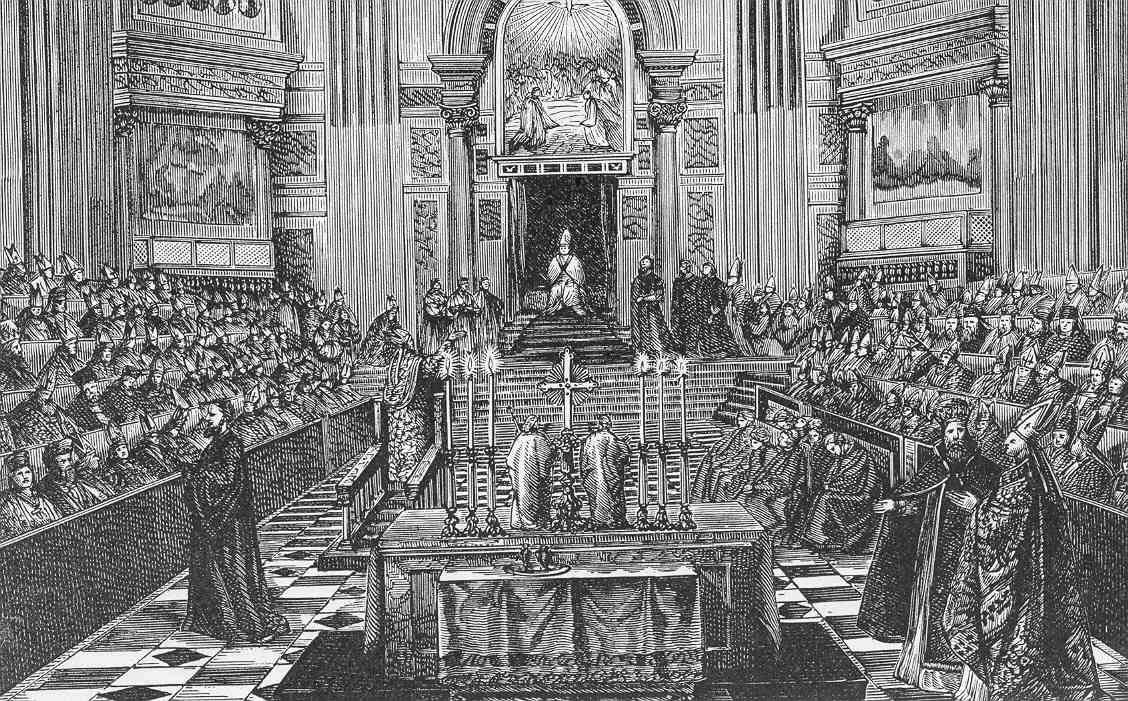
Das Erste Vatikanische Konzil von 1870 beschloss das päpstliche Jurisdiktionsprimat und die Lehre von der Unfehlbarkeit des Papstes bei endgültigen Entscheidungen in Glaubens- und Sittenlehren.

Die starken gesellschaftlichen Veränderungen durch Liberalisierung, Urbanisierung und Industrielle Revolution brachten auch die religiösen Anschauungen in Bewegung. Ferner gerieten die rasch zunehmenden wissenschaftlichen Erkenntnisse wie die Evolutionstheorie mit bisherigen religiösen Weltbildern in Konflikt und führten zu breiten öffentlichen Kontroversen. Ansichten, die die Welt rein materialistisch erklärten, wurden den traditionellen religiösen Weltbildern entgegengesetzt.
Viele Staaten verschafften konfessionellen und religiösen Minderheiten rechtliche Gleichberechtigung. Die neuen Vorteile kamen sowohl Angehörigen von christlichen Konfessionen als auch Juden zugute. Letztere waren jedoch zum Ende des Jahrhunderts mit verstärktem Antisemitismus größerer gesellschaftlicher Gruppen konfrontiert. Die Nationalstaaten strebten danach immer mehr Lebensbereiche zu kontrollieren, wie die Schulausbildung, die vormals von den Kirchen beansprucht wurden. Nach der Auflösung zahlreicher mitteleuropäischer kirchlicher Fürstentümer in den 1800er Jahren, Säkularisation, und schließlich mit der nahezu vollständigen Beseitigung der weltlichen Herrschaft des Papstes 1870, war die weltliche Herrschaft der römisch-katholischen Kirche fast vollständig beendet.
Dies führte dazu, dass sich die religiöse Praxis, die Theologie und die Kirchen wandelten. Viele Kirchen wandten sich verstärkt der Sozialfürsorge zu, die ihre öffentliche Wahrnehmung nun zu einem beträchtlichen Teil prägte. Pilgerreisen wurden unter Katholiken immer populärer. Die Mehrzahl der römisch-katholischen Gläubigen richtete sich noch stärker an den Päpsten aus, was Ultramontanismus genannt wurde. Diese verurteilten den Liberalismus und die Moderne, ließen sich die oberste Rechtssprechungsgewalt über die gesamte Kirche zusprechen und nahmen für sich Unfehlbarkeit in bestimmten Glaubensfragen in Anspruch. Diese neue theologische Richtung führte aber in der Kirche auch zum Widerspruch, der in Abspaltungen wie die der Altkatholiken mündete. Auch die evangelischen Glaubensrichtungen wurden immer vielfältiger. Vom Staat unabhängige Freikirchen wurden gegründet. Es gab aber mit dem preußischen Versuch einer protestantischen Union auch Einigungsbemühungen. Evangelische Reformer formulierten neue theologische Ansätze, wie die historisch-kritische Bibelauslegung, die sich als Antwort der evangelischen Theologie auf die Aufklärung verstand.
Zwischen den Kirchen, die Liberalismus und Moderne ablehnten und sich ehemaliger Privilegien beraubt sahen, und den Nationalstaaten, die von liberalen Kreisen unterstützt wurden, kam es im Laufe des Jahrhunderts mehrfach zu Konflikten. In den 1870er Jahren eskalierte der Kulturkampf zwischen dem mehrheitlich evangelischen Deutschen Kaiserreich und der römisch-katholischen Kirche. Als Ergebnis musste die Kirche die staatliche Schulaufsicht und den Vorrang der Zivilehe hinnehmen. Andererseits führte der Kulturkampf in Deutschland zur Herausbildung einer starken katholischen politischen Partei. Insgesamt war in West- und Mitteleuropa eine zunehmende Trennung von Kirche und Staat zu beobachten. Eine Säkularisierung im Sinne eines Bedeutungsverlustes der Kirchen oder der Religion im öffentlichen Leben fand jedoch nicht statt.
Um die Zahl der Christen außerhalb Europas zu erhöhen, setzte eine verstärkte Missionstätigkeit ein. Ein sehr bedeutendes Ziel dieser Mission, die in diesem Jahrhundert zum ersten Mal auch signifikant von evangelischen Christen durchgeführt wurde, war Afrika südlich der Sahara.
Die zahlreichen neuen wissenschaftlichen Erkenntnisse und gesellschaftlichen Entwicklungen führten dazu, dass die Gegenwart zunehmend als Ergebnis vergangener Entwicklungen wahrgenommen wurde. Durch die Weiterführung dieses Gedankens sah man die Zukunft weitgehend gestaltbar. Mit sozioökonomischen Analysen versuchte man diese vorherzusagen. Zum Jahrhundertende wurde der allgemeine große Optimismus, insbesondere in der Literatur zunehmend durch pessimistische Zukunftsvorstellungen abgelöst.
Während einige Historiker versuchten, durch das Geschichtsstudium allgemein gültige Gesetzmäßigkeiten zu erkennen, war es das Ziel national geprägter Geschichtsschreibungen, Identifikationsmerkmale zur Förderung der Nationalstaatsbildung oder des Nationalismus herauszuarbeiten.

### Kunst, Kultur und Medien
Gesellschaftliche und technische Umbrüche wirkten sich auch auf Kunst und Kultur aus. Kein Jahrhundert zuvor brachte eine derartige Vielfalt künstlerischer Innovationen hervor wie dieses. Dabei standen verschiedene Stilrichtungen in der Kunst nebeneinander oder umfassten nur einen Teil der Künste.
Viele Maler und Bildhauer führten die zum Ende des 18. Jahrhunderts entstandenen Stilrichtungen des Klassizismus und der Romantik bis in die 1830er Jahre fort. Inspiriert von der Aufklärung bildete für den Klassizismus die Antike den überragenden Referenzpunkt. Schlichtheit der Darstellung und Erhabenheit des Ausdrucks waren ihm wichtig. Er ließ nur die Stilmittel der Antike gelten, wobei für ihn insbesondere Rahmen und Kontur sehr bedeutsam waren.
Gleichzeitig inszenierte sich die Romantik als Gegenbewegung zum Klassizismus. Da die romantischen Künstler die Vernunft in der klassizistischen Kunst überbetont sahen, werteten sie das individuelle Gefühl auf. Dies stellten sie gegen die Entfremdung und Isolation der beginnenden Massengesellschaft. Bildete für den Klassizismus die griechische und römische Antike die alleinige Orientierung für ihre Kunst, so schätzten die Romantiker die Natur, mythische Orte, das Mittelalter, den Orient oder dramatische Ereignisse des Tagesgeschehens. Die Bilder sollten beim Betrachter starke Gefühle hervorrufen. Der Betrachter sollte die Distanz zu den Bildern verlieren. Sie brachen mit den herkömmlichen Formen und Konturen und gaben der Farbe mehr Gewicht.
Im Gegensatz zu den Vorgängerepochen, die ihre Motive idealisiert darstellten, führte der Realismus Mitte des Jahrhunderts die naturgetreue Darstellung ein. Neue Bildmotive wie Alltagsszenen wurden wesentlich häufiger und in Bildformaten dargestellt, die bisher für andere Motive vorbehalten waren.

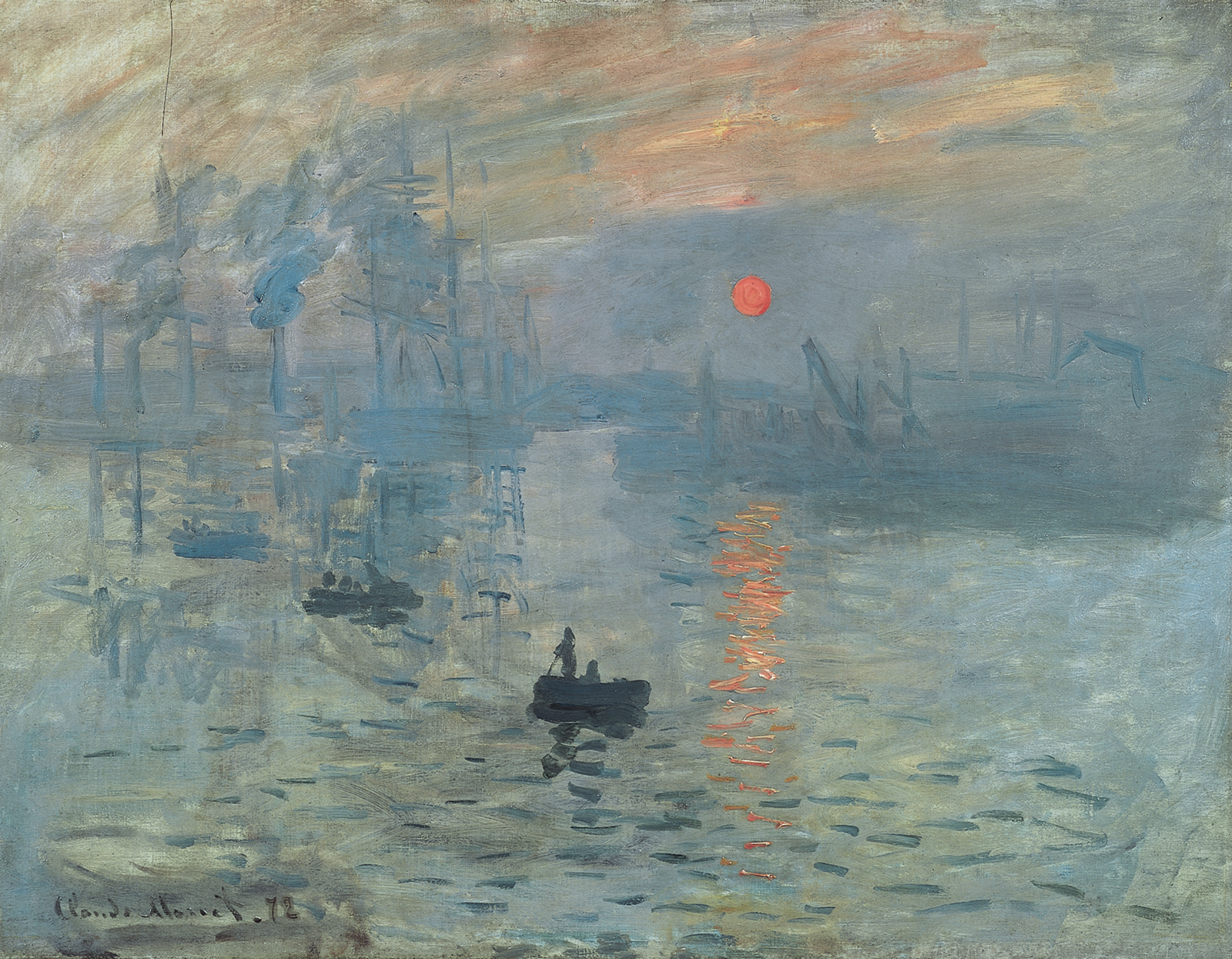
Das Bild Impression, Sonnenaufgang von Claude Monet wurde im Stil des Impressionismus gemalt.

Durch die Erfindung der Fotografie fühlten sich viele Künstler von der Darstellung der Wirklichkeit entbunden. Mit den neuen Tubenfarben konnten die städtischen Maler ohne großen Aufwand in der Natur malen. Die Eisenbahn brachte sie schnell in die Natur. Alle diese Entwicklungen führten dazu, dass die Künstler des Impressionismus ihre Umwelt oft außerhalb des Ateliers so malten, wie sie im flüchtigen Augenblick auf sie wirkte. Um diese Wirkung zu erzielen, gaben sie die Detailtreue der Bilder zugunsten der Farbe auf. Danach spaltete sich die Kunst in vielerlei Richtungen auf. Einige Maler, die die Richtung des Symbolismus vertraten, sahen hinter der objektiven eine weitere Wirklichkeit, die nur subjektiv erfahrbar sei. In ihren Bildern versuchten sie mit unterschiedlichen Mitteln, dem Betrachter eine bestimmte Seelenlage zu vermitteln.
Museen, die im 19. Jahrhundert ihre heutige moderne Form entwickelten, kamen eine zunehmende Bedeutung zu, um ein bürgerliches Publikum durch die Zurschaustellung von Kunst und Natur zu bilden. Weltweite Resonanz fanden die Weltausstellungen, die in der zweiten Jahrhunderthälfte häufig stattfanden und den jeweils neusten Stand von Wissenschaft, Technik und Kunst ausstellten.
Die offizielle Architektur war zunächst vom Klassizismus geprägt, der antike Baustile nachahmte und vermischte. Danach wurden im Rahmen des Historismus Bauten errichtet, die sich an den Baustilen verschiedener vergangener Architekturepochen orientierten und diese weiterentwickelten. Die Neugotik wandte den fortentwickelten gotischen Stil nicht nur auf Kirchen, sondern auch auf Sakralbauten an. Neben Gebäuden, die sich an historischen Baustilen orientierten, wurden Gebäude aus Eisen, Stahl und Glas in vorher nicht gekannter Größe errichtet. In der ersten Jahrhunderthälfte wurde die Innenarchitektur vieler Wohnungen des deutschen gehobenen Bürgertums vom Biedermeier geprägt.
Neben dem Klassizismus prägte die Romantik die europäische Literatur am Jahrhundertbeginn. Sie emanzipierte das Gefühl neben der reinen Vernunft und entwickelte dabei zahlreiche Spielarten. Die deutschsprachige Literatur nahm übernatürliche Wesen und unnatürliche Ereignisse in die Literatur auf. Ein wichtiges Motiv war die Weltflucht und die Idealisierung des volkstümlichen sowie des Mittelalters. Zur Jahrhundertmitte begannen Autoren banale Motive der Lebenswelt des 19. Jahrhunderts in die Literatur auszunehmen. Dabei ästhetisierten sie das Triviale. Einige Autoren radikalisierten den Ansatz, indem sie die hässlichen Seiten des Lebens und das Groteske thematisierten. Große realistische Gesellschaftsromane schilderten ein Panorama der damaligen Gesellschaft und untersuchten gleichzeitig ihre Wirkungsmechanismen. Die thematische Öffnung führte zum ersten Mal dazu, dass die sozialen Probleme der Unterschicht zum Thema der Literatur wurden.
Mit dem starken Anstieg der Lesefähigkeit in der Bevölkerung stieg der Bedarf an Literatur, der insbesondere in den 1880/90er Jahren von einer rasch wachsenden Zahl von Werken befriedigt wurde. Die Autoren standen unter einen ständigen Innovationsdruck. Dabei versuchten die Literaten, die einen künstlerischen Anspruch hatten, sich durch Poetisierung von der Masse abzugrenzen. Sie erfanden dabei neue Stilmittel, wie die Rahmenerzählung. Dominierende Gattung war der bürgerliche Roman. Ein stark zunehmender Anteil der Leser waren Frauen. Zwar wurde die Literatur überwiegend von Männern geschrieben, doch fanden auch einige Autorinnen ein großes Publikum.
Die Musik, die für viele der damaligen Menschen die höchste aller Künste war, folgte fast durchgängig dem Stil der Romantik. Im Gegensatz zu ihren klassischen Vorgängern betonten die Romantiker gefühlsästhetische Aspekte. Dazu brachen sie im Laufe des Jahrhunderts mit immer mehr musikalischen Konventionen. Die erweiterte Harmonik, die Ausweitung der Klangfarben, musikalische Brüche innerhalb der Stücke sowie offene Anfänge und Schlüsse waren typisch für die Musik. Die Komponisten vertonten aktuelle Dichtung, wobei das Kunstlied entstand. Ferner suchten viele nach den spezifischen Klängen ihrer Heimat und wandten sich dem Volkslied zu.
Die italienische und die deutsche Operntradition prägten die im 19. Jahrhundert sehr populäre Oper. Einige der Innovationen der Oper des 19. Jahrhunderts waren die Auflösung der strengen Trennung der Szenen, die leichtere Singbarkeit der Stücke, größere Dramatik der Stücke und die Leitmotivik.
Die Romantik war eine primär bürgerliche Musik, die sich an ein zunehmend größeres bürgerliches Publikum wandte. Einige Musiker entwickelten einen Starkult um sich und tourten in rascher Geschwindigkeit durch die Konzertsäle Europas. Am Ende des Jahrhunderts begann der musikalische Impressionismus.
Im Gegensatz zu den vorherigen Jahrhunderten konnten die Künste nicht mehr auf kirchliche und adelige Sponsoren bauen. Neben begrenzten Staatsaufträgen waren sie im Wesentlichen auf den Markt angewiesen. Dabei mussten sich die Künstler oft zwischen dem Weg der Avantgarde und dem Massenmarkt entscheiden. Die Avantgardisten warben um ein bürgerliches Publikum, das zwischen beiden Wegen hin und her pendelte. Insgesamt hatte die europäische Kunst große Strahlkraft auf die Nationalstaaten Amerikas und auf den Rest der Welt.

## Afrika
Zahlreiche Historiker teilen das 19. Jahrhundert Afrikas in zwei Zeitabschnitte. Der erste Zeitabschnitt war durch eine weitgehende afrikanische Autonomie gekennzeichnet. In diesem Zeitraum bildeten sich neue Reiche. Der Überseehandel und die Produktion für den Weltmarkt stiegen stark an. Diese Veränderungen resultierten auch aus außerafrikanischen Einflüssen. Dazu zählte die sukzessive Unterbindung des Sklavenexports. Ein weiterer Einfluss war die steigende Nachfrage von Europäern, die mit Ausnahme von Südafrika nur an Afrikas Rändern präsent waren, nach Rohstoffen. Aber auch religiöse Ideen aus dem Nahen Osten, Europa und Amerika beeinflussten die Veränderungen in Afrika.
Den zweiten Zeitabschnitt des Jahrhunderts lassen Historiker zu verschiedenen Zeitpunkten zwischen der Jahrhundertmitte und den 1880er Jahren beginnen.
Er zeichnete sich durch eine zunehmende direkte europäische Intervention aus. Ab den 1880er Jahren stellten einige europäische Staaten in einem Wettlauf die meisten Gebiete Afrikas unter ihre Herrschaft. Dieser Wettlauf endete kurz vor dem Ersten Weltkrieg, weshalb einige Historiker auch von einem langen Jahrhundert sprechen. Die europäische Herrschaft brachte zahlreiche politische, wirtschaftliche und kulturelle Veränderungen Afrikas mit sich.
Statt einer scharfen zeitlichen Abgrenzung sehen einige Historiker Entwicklungen, die sich durch das gesamte Jahrhundert ziehen wie die zunehmende Bildung größerer politischer Einheiten, die steigende Interaktion der Afrikaner mit dem Rest der Welt und die zunehmende Interaktion der Europäer mit Afrikanern in Afrika. Schließlich betonen zahlreiche Historiker wie wichtig es ist, die regionale Vielfalt bei der Analyse und Darstellung der afrikanischen Geschichte zu berücksichtigen.

### West-, Zentral- und Ostafrika vor der europäischen Expansion
Wie auch im 18. Jahrhundert exportierten viele westafrikanische Küstenreiche Sklaven und Rohstoffe. Bis in die 1860er Jahre hinein gelang es vor allem Großbritannien, den atlantischen Sklavenhandel nach Übersee durch seine Seemacht weitgehend zu unterbinden. Gleichzeitig stieg die europäische Nachfrage nach afrikanischen Rohstoffen, wie Palmöl. Dies führte in zahlreichen Handelsplätzen dazu, dass der Sklavenexport zugunsten des Rohstoffexports stark an Bedeutung verlor. Als Antwort auf die geänderte Nachfrage entstanden in geeigneten Gebieten zahlreiche Produktionsstätten, die für den Weltmarkt produzierten. Da aufgrund der vorherrschenden Subsistenzwirtschaft Lohnarbeit nicht verbreitet war, wurden bei der Produktion oft Sklaven eingesetzt.
Diese wirtschaftlichen Veränderungen, die Ausdehnung der Macht der europäischen Küstenstützpunkte und Angriffe der islamischen Reiche aus dem Norden führten zu politischen wie militärischen Auseinandersetzungen sowie dem Untergang und der Gründung von neuen Reichen an der westafrikanischen Küste. Die Machtelite einiger afrikanischer Reiche, deren wirtschaftliche und politische Macht sich auf den Sklavenhandel stützte, wurde durch aufstrebende Produzenten und Händlergruppen herausgefordert. Ferner führten Spannungen zu militärischen Auseinandersetzungen zwischen europäischen Küstenstützpunkten und afrikanischen Reichen, wie dem Aschantireich.

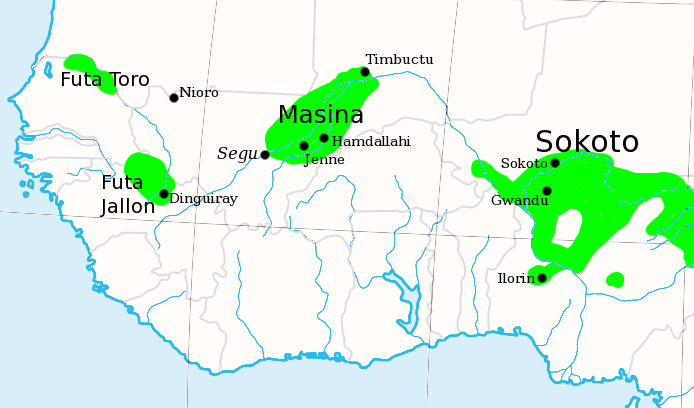
Staaten der Islamischen Erneuerungsbewegungen in Westafrika um 1830

Die Gründungen mehrerer Reiche nördlich der westafrikanischen Küstenregion gingen auf islamische Erneuerungsbewegungen zurück, deren Führer einen nach ihrer Ansicht gereinigten Islam proklamierten. So unterwarfen die Anhänger von Usman dan Fodio in einem sogenannten Heiligen Krieg die Hausa-Stadtstaaten, in denen sich der islamische Glaube mit Elementen des Sakralkönigtum gemischt hatte. Usman dan Fodio gründete das Kalifat von Sokoto, das dezentral von 30 Emiren verwaltet wurde. Neben den religiösen Motiven beeinflussten auch Bevölkerungswachstum, soziale Unterschiede und die von den Europäern angestoßenen wirtschaftlichen Veränderungen die Reichsgründungen. Die neuen Reiche führten ein einheitliches Rechtssystem ein und förderten die verstärkte Erstellung von Schriftstücken in arabischer und in lokalen Sprachen.
Die Herrscher Omans, die im 18. Jahrhundert zu einer bedeutenden Handelsmacht im Indischen Ozean geworden waren, verlagerten zu Beginn des 19. Jahrhunderts ihren Schwerpunkt nach Ostafrika. Dort wurden sie zur dominierenden Handelsmacht. Ihre Niederlassung auf Sansibar bauten sie zum wichtigsten internationalen Handelsplatz Ostafrikas aus. Diese Insel wurde für sie so wichtig, dass sie ihre Hauptstadt nach Sansibar verlegten und zu Beginn der zweiten Jahrhunderthälfte mit dem Sultanat Sansibar ein vom Oman unabhängiges Reich gründeten. Freiwillige Migration aus West- und Südasien machte Sansibar zu einem ethnischen Schmelztiegel. Ferner eröffneten einige europäische Handelshäuser Niederlassungen. Die Insel wurde der wichtigste Exporteur von Sklaven nach Asien. Ferner wurden Sklaven für den Anbau eines weiteren wichtigen Exportgutes, Gewürznelken, eingesetzt. Im Verlauf des Jahrhunderts übte Großbritannien stetigen politischen und militärischen Druck auf Sansibar aus, so dass der Sklavenexport immer weiter eingeschränkt und dann abgeschafft wurde.
In Sansibar endeten auch die zahlreichen Handelsrouten, durch die der Einfluss der Insel weit ins ostafrikanische Festland hineinreichte. Auf ihnen spielte der Transport von Sklaven und Elfenbein nach Sansibar eine große Rolle. Einzelne Clan-Chefs und Kaufleute errichteten dort neue Reiche oder Einflussgebiete, in denen sie den Karawanenhandel kontrollierten und Sklaven jagten, um sie dann nach Sansibar zu verkaufen. Die innerafrikanischen Handelsrouten Sansibars reichten bis zum Viktoriasee, wo Mutesa I. das Königreich Buganda zu einem Zentralstaat aufbaute, der vom Handel aber auch vom Raub bei seinen Nachbarn profitierte.
Viele Herrscher Ostafrikas sicherten sich ihre militärische Überlegenheit auch durch neue Kampftechniken und Waffen. Diese übernahmen sie von Völkern aus dem Süden, die als Teil einer Kette von Vertreibungen nach Norden wanderten. Ausgelöst wurde diese Kette durch neue Reichsgründungen in Südostafrika. Diese entstanden in der Mfecane-Periode vor dem Hintergrund von Bevölkerungswachstum sowie wirtschaftlicher und ökologischer Veränderungen. Einflussreichster Reichsgründer war Shaka, dessen militärisch orientiertes Reich mit neuen Waffen und Kampftaktiken seine Nachbarreiche unterwarf oder deren Bevölkerung zur Flucht bewegte. Ergänzend nutzte er die Handelsbeziehungen mit den Europäern.

### Süd- und Nordafrika
In Süd- und Nordafrika griffen die Europäer schon früher als in anderen Regionen des Kontinents im größeren Maße direkt ein. Hier hatten auch die europäischen Siedlerkolonien, die sonst selten in Afrika waren, einen besonderen Status. Schon im 18. Jahrhundert hatten sich vorwiegend kontinentaleuropäische Siedler unter der Hoheit der Niederländischen Ostindien-Kompanie VOC am südafrikanischen Kap niedergelassen. Zu Beginn des Jahrhunderts übernahmen dann die Briten endgültig die Herrschaft über die Kolonien am südlichen Kap Afrikas. Das Kap hatte für die Briten eine strategische Bedeutung als Zwischenstation auf dem Seeweg nach Asien, die sie vor dem Hintergrund der Napoleonischen Kriege zu Jahrhundertbeginn gefährdet sahen. Das südafrikanische 19. Jahrhundert war gekennzeichnet durch Auseinandersetzungen zwischen Briten, Siedlern niederländisch-deutscher Herkunft, Buren genannt, und verschiedenen afrikanischen Völkern um Land und Ressourcen. Die Briten etablierten ihr Recht, britische Verwaltungsstrukturen und eine liberale Politik gegenüber der afrikanischen Urbevölkerung. Dies bewog tausende von Buren, ins Landesinnere zu ziehen. Sie gründeten dort zwei eigenständige Staaten, Oranje-Freistaat und Transvaal. In Südostafrika stießen sie mit dem Zulu-Reich und anderen indigenen Reichen zusammen. Diese Reiche waren zu Jahrhundertbeginn in der Mfecane-Periode entstanden, in der sie ihre Nachbarn militärisch unterworfen und vertrieben hatten.
In der zweiten Jahrhunderthälfte dehnten die Briten ihre Herrschaft im südlichen Afrika Stück für Stück aus. Sie beendeten die jahrzehntelangen Auseinandersetzungen zwischen Europäern und dem Volk der Xhosa zu ihren Gunsten. Ferner unterwarfen sie die Reiche aus der Mfecane-Periode. Die Entdeckung von Diamant-, Gold und Kohlevorkommen löste zwischen den Briten und den Buren-Republiken Konflikte aus, die 1898 im Zweiten Burenkrieg zwischen den beiden Parteien gipfelten. Dieser endete 1902 mit der Auflösung der Burenrepubliken und der vollständigen Kontrolle des Kaps durch die Briten.
Im Jahr 1830 nahm der französische Monarch vorwiegend aus innenpolitischen Gründen eine Auseinandersetzung mit dem Dey von Algier über ausstehende Kreditschulden zum Anlass, die algerische Küste zu erobern. Nachfolgende französische Regierungen behielten die Algerienpolitik bei, wobei sie sich in den folgenden Jahrzehnten in ständigen Auseinandersetzungen mit lokalen Gruppen befanden. Einer dieser Gruppen, unter Abd el-Kader, bildete bis 1843 ein staatsähnliches Reich im Westen und im algerischen Hinterland. Ab 1840 wanderten zahlreiche Europäer nach Algerien aus, die 1901 rund 13 % der Bevölkerung ausmachten. Die Niederschlagung der anti-kolonialen Mokrani-Revolte im Jahr 1872 nutzte die französische Kolonialverwaltung zu weitreichenden Landenteignungen der arabischen und berberischen Bevölkerung.

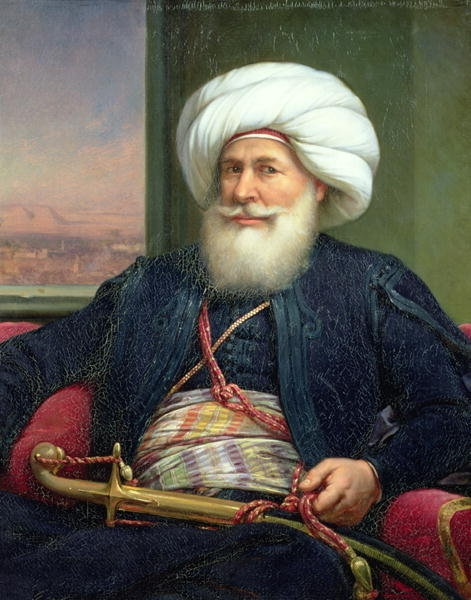
Muhammad Ali Pascha

Zu Jahrhundertbeginn ging Muhammad Ali Pascha aus den Machtkämpfen, die nach dem Abzug der französischen Besatzung Ägyptens entbrannten, als Sieger hervor. Er entmachtete die verschiedenen Gruppen, tötete zahlreiche der führenden Mamluken-Eliten und installierte eine zentralistische auf ihm zugeschnittene Herrschaft. Anschließend errichtete er eine starke Armee, mit der er den Norden des heutigen Sudan unterwarf und die griechische Unabhängigkeitsbewegung bekämpfte. Seine Expansion nach Syrien und seine Erklärung der Unabhängigkeit vom Osmanischen Reich missfiel den europäischen Großmächten, die ihn zur Auflösung seiner Flotte und dem Rückzug aus Syrien und Palästina nötigten.
Muhammad Ali baute ein neues an westlichen Standards ausgerichtetes stehendes Heer auf und führte dazu auch die Wehrpflicht ein. Zu ihrer Finanzierung baute er eine staatlich gelenkte Wirtschaft auf, die durch Schutzzölle und Kontrolle des Handels nach außen abgeschirmt wurde. Er stärkte die Wirtschaft durch Ausbau der Infrastruktur und der Anpflanzung von landwirtschaftlichen Produkten für den Export. Seine Bemühungen zur Industrialisierung Ägyptens scheiterten jedoch, am staatlichen Dirigismus, mangelnden Rohstoffen und Arbeitskräften sowie dem Wegfall der Schutzzölle, der schließlich von den Europäern durchgesetzt wurde.
Muhammad Alis Sohn und Enkel führten seine Herrschaft fort und versuchten, Ägypten nach europäischem Muster zu modernisieren. Vor allem durch die Kreditfinanzierung großer Infrastrukturprojekte geriet Ägypten zunehmend in finanzielle Abhängigkeit von Europa. Schließlich verlor das Land seine Anteile an seinem wichtigsten Projekt dem Suezkanal. Da dieser Kanal die Schiffsreisen nach Asien und damit auch zur britischen Kronkolonie erheblich verkürzte, nahmen die Briten einen Aufstand gegen den steigenden europäischen Einfluss zum Anlass und errichteten 1882 ein verkapptes Protektorat in Ägypten. Danach übernahmen sie die volle Kontrolle über den Suez-Kanal.

### Aufteilung Afrikas unter den Europäern
Schon vor dem eigentlichen Wettlauf um Afrika übten die Europäer einen vielfältigen Einfluss auf Afrika aus. Durch die Unterbindung des Sklavenexports wurde vor allem Großbritannien stärker als zuvor in innerafrikanische Angelegenheiten hineingezogen. Ferner führte die Ausweitung des Handels mit Rohstoffen dazu, dass die Europäer ihre Handelsstützpunkte an der Küste verstärkten. Dieser Prozess steigerte sich noch angesichts der europäischen Rivalitäten. Die Handelsniederlassungen dienten oft als Ausgangspunkt für den 1880 beginnenden Wettlauf um Afrika. Neben Handel und Sklaverei hatten die Europäer jedoch erst ab der Jahrhundertmitte ein steigendes tiefergehendes Interesse an dem Kontinent. Zu diesem Zeitpunkt fanden auch Forschungsreisen von Europäern in das Innere Afrikas eine große öffentliche Resonanz. Zu den weiteren Faktoren, die die Kolonisation erleichterten, gehörten die Entwicklung von Medikamenten gegen Tropenkrankheiten, der Ausbau der Dampfschifffahrt und die Eröffnung des Suez-Kanals, der einen leichteren Zugang zur Ostküste Afrikas ermöglichte.

Europäische Kolonien in Afrika um 1912

Ab 1881 begannen vor allem die europäischen Mächte Frankreich, Großbritannien, Deutschland, Italien, Spanien und Portugal Afrika schrittweise und in rascher Folge zu kolonisieren. Vor allem französische und britische Militärs und Politiker strebten eine Verbindung ihrer bisherigen Kolonien auf dem Kontinent an. Im Falle Frankreichs war ihnen die Verbindung zwischen der französischen Kolonie Algerien und den Kolonialgebieten im Senegal, die schon vor 1880 erobert wurden, wichtig. Cecil Rhodes strebte ein britisches Kolonialgebiet von Kapstadt nach Kairo an.
Zum einen eroberten die Europäer mittels militärischer Eroberungszüge bestehende Reiche und Territorien. Zu den bekanntesten Kolonialkriegen zählen die Kriege der Briten gegen die Aschanti, die Kriege der Franzosen gegen das Tukulor-Reich und gegen Samory Touré sowie die Kriege Britisch-Südafrikas gegen die Königreiche Matabele und der Zulu. Aus dem Mahdi-Aufstand gegen die ägyptisch-britische Besetzung des Sudans entstand das letzte Reich einer islamischen Erneuerungsbewegung dieses Jahrhunderts, das 1898/1899 von einer britisch-ägyptischen Armee endgültig unterworfen wurde.
Zum anderen schlossen die Europäer Handels- und Schutzverträge mit einheimischen afrikanischen Eliten ab. Diese erhofften sich davon Handelsvorteile oder Beistand gegen ihre Gegner, innerhalb oder außerhalb ihres Reiches oder Personenverbandes. Unterschiedliche Ansichten über diese Verträge, die oft sehr gewaltsame Etablierung des europäischen Herrschaftsanspruchs und die europäische Raubwirtschaft führten zu gewaltsamen Konflikten. Die Afrikaner leisteten bis ins 20. Jahrhundert kontinuierlich Widerstand. Dieser kannte neben Gewalt verschiedenste Mittel, wie zum Beispiel diplomatische Initiativen in den Mutterländern. Keine der Widerstandsbewegungen war im 19. Jahrhundert letztendlich erfolgreich. Bei der Eroberung und Durchsetzung ihrer Herrschaft waren die Europäer den Afrikanern personell deutlich unterlegen, waffentechnisch jedoch weit überlegen. Nicht selten übten die europäischen Militärs Gewalt und Terror in einem Ausmaß aus, das den damaligen europäischen Normen der Kriegsführung widersprach.
Eine wichtige Rolle bei der Kolonisierung spielte die Eigeninitiative von Privatleuten und Militärs, die ohne Absprache mit ihren Herkunftsländern Gebiete unter ihre Kontrolle brachten. Danach drängten sie ihre Heimatländer, diese Gebiete unter den staatlichen Schutz des jeweiligen Landes zu stellen. Einen Sonderfall stellte dabei der belgische König dar, der den Kongo als seine Privatkolonie etablierte.
Für den Wettlauf um Afrika war die Konkurrenz der europäischen Staaten in ihrem Streben nach Weltmacht und Prestige ein wichtiger Motor. So sahen die Europäer die Kolonien nun mehr als Komponente ihrer imperialen Weltmachtpolitik. Auf der Berliner Konferenz von 1884/85 erzielten die Europäer neben einer Einigung über Handelsfragen ein grundlegendes Verständnis untereinander über die Bedingungen, unter denen sie ihre Kolonien gegenseitig anerkennen wollten. Dies beschleunigte die Kolonisierung nochmal. Grenzstreitigkeiten regelten die Staaten dann in bilateralen Verträgen. Spätestens seit Beginn der Berliner Konferenz waren die Afrikaner von der Aufteilung Afrikas ausgeschlossen und wurden nicht mehr als Partner akzeptiert.
In der Realität beherrschten die Europäer jedoch nur einen Teil der Gebiete, die sie sich von den anderen Europäern hatten anerkennen lassen. Im 19. Jahrhundert waren die Kolonialgrenzen noch so durchlässig, dass sie kaum die trennende Wirkung entfalteten wie im 20. Jahrhundert. Alle europäischen Staaten bauten hierarchische Kolonialverwaltungen auf, deren oberste Ebenen europäisch und deren lokale Ebenen afrikanisch besetzt waren. Auf der lokalen Ebene beließen die Europäer die Herrscher im Amt, die bereit waren, mit ihnen zu kooperieren. Andernfalls ersetzten sie diese durch kooperationswillige Rivalen. Im Gegensatz zu früheren traditionellen Legitimationen hatten die lokalen Herrscher ihre Macht jedoch ausschließlich von den Kolonialherren. Die bisherigen Legitimationssysteme verloren damit ihre Bedeutung.
Mit der Einführung europäischer Rechtsnormen und dem Aufbau eines Schulsystems strebten die Europäer die Vermittlung ihrer kulturellen Werte an. Den Franzosen war die Verbreitung ihrer Sprache in ihren Kolonien so wichtig, dass sie diese dort zur einzigen Amtssprache machten. Die Minderheit der Afrikaner, die die Schulen der Europäer besuchte, erhoffte sich davon einen sozialen Aufstieg. Die Schulen wurden meist von christlichen Missionaren betrieben. Diese waren auf private Initiative schon vor den 1880er Jahren in verschiedene Gegenden Afrikas aufgebrochen. Die neuen afrikanischen Christen entwickelten nicht selten ihre eigene afrikanische Interpretation des christlichen Glaubens. Die Missionierung setzten die europäischen Missionare unter kolonialer Herrschaft fort, wobei sie mit der Kolonialmacht zusammenarbeiteten. In einigen Fällen beförderten sie auch die Kolonialisierung, indem sie den Schutz ihrer Heimatländer für sich erbaten.
Die Wirtschaft gestalteten die Kolonialherren nach ihren Bedürfnissen um. Dabei betrieben sie je nach Interessenslage und örtlichen Begebenheiten Raubwirtschaft, die Ressourcen rücksichtslos plünderte, Abbauwirtschaft von Rohstoffen, eine Plantagenwirtschaft oder einen monopolisierten Handel mit Dorfgemeinschaften. Zahlreiche Afrikaner wurden mit Gewalt zum Rohstoffabbau und zur Arbeit in den Plantagen gezwungen. Die sehr geringen Investitionen in die Infrastruktur waren ganz auf die europäischen Herrschafts- und Wirtschaftsinteressen ausgerichtet.

## Asien
Herrschte zu Beginn dieses Jahrhunderts noch ein ungefähres Gleichgewicht zwischen den asiatischen Großreichen und Europa, so wurde letzteres bis zum Jahrhundertende zur dominierenden Region in Eurasien. Der Ausweitung der europäischen Machtposition konnten die Reiche Asiens wenig entgegensetzen. Neben dem Unvermögen der asiatischen Regierungen, dem gesellschaftlichen Wandel in ihren Ländern adäquat zu begegnen, war die europäische Machtentfaltung der Auslöser für eine Welle großer Aufstände in den 1850/60er Jahren. Diese hatten Europa teils als Vorbild, teils als Feindbild. Die asiatischen Gesellschaften stießen aber auch eine Reihe von Modernisierungsinitiativen an, um mit dem Westen aufzuschließen. Japan modernisierte sich in so einem Tempo, dass es spätestens 1905 selbst zur Großmacht wurde. In der ersten Jahrhunderthälfte bauten die alten asiatischen Kolonialmächte, Großbritannien, Russland und die Niederlande ihren Einfluss aus. In der zweiten Hälfte, in der Südostasien fast vollständig kolonisiert wurde, kam Frankreich als bedeutende Kolonialmacht hinzu. Im Gegensatz zu Afrika wurden bis 1900 große Gebiete Asiens keiner direkten Kolonialherrschaft unterworfen.

### West- und Zentralasien

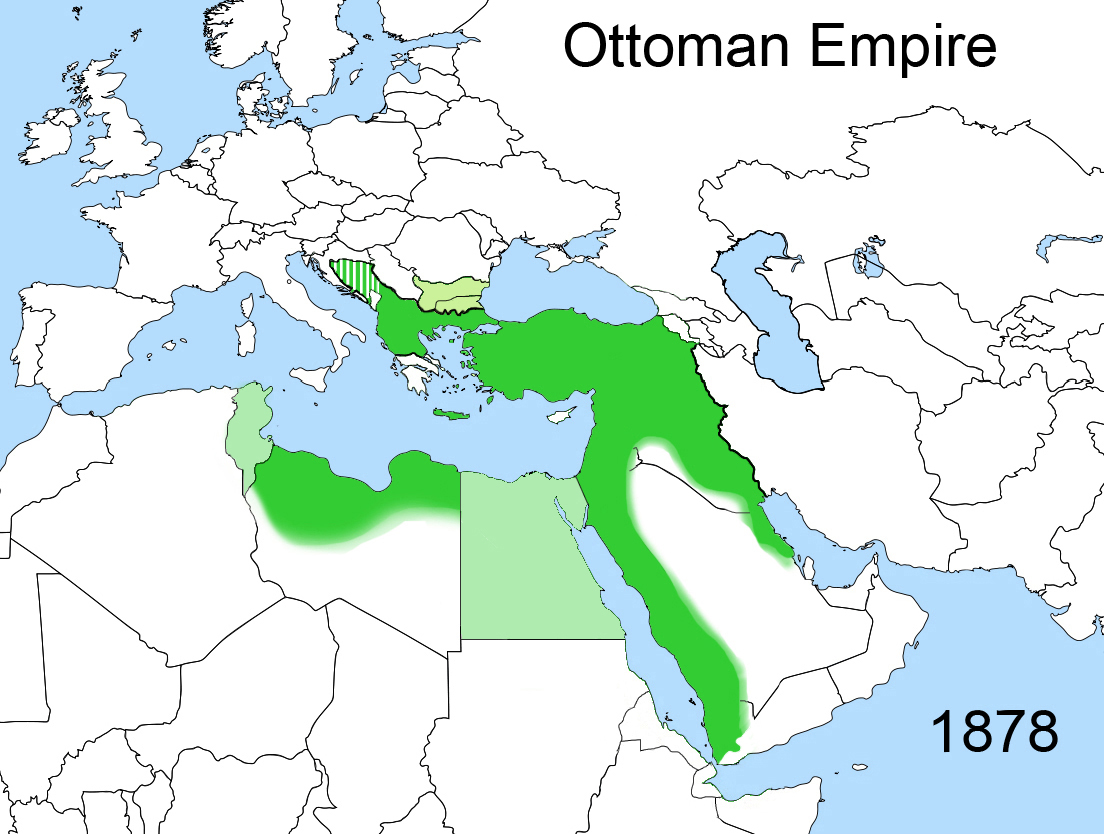
Im gesamten Jahrhundert verlor das Osmanische Reich Gebiete auf dem Balkan und in Nordafrika. Nach dem Berliner Kongress von 1878 erkannte es weitere Gebiets- und Souveränitätsverluste an.

Zu Beginn des Jahrhunderts beherrschte das Osmanische Reich zumindest formal den südlichen Balkan, große Teile Westasiens und den größten Teil Nordafrikas. Im Laufe des Jahrhunderts verlor das Reich einen großen Teil seines Staatsgebietes und seiner innenpolitischen Unabhängigkeit. Bei seinem Kampf gegen das Machtstreben der überlegenen europäischen Großmächte profitierte es von deren Interessengegensätzen. Diese wollten das Reich lieber erhalten als es einem Rivalen überlassen.
Auf dem Balkan führten nationalistische Bewegungen Griechenland, Serbien, Rumänien und Bulgarien in die Unabhängigkeit vom osmanischen Reich. Dabei wurden sie vor allem von Russland aber auch anderen europäischen Großmächten unterstützt. Im Zuge der Unabhängigkeitskriege kam es zu Massenmorden an und Vertreibungen von verschiedenen ethnischen Gruppen. Da keine der neuen Nationen mit dem Staatsgebiet zufrieden war, kam es ab den 1870er Jahren zu militärischen Auseinandersetzungen zwischen den neuen Nationalstaaten.
Auf dem Berliner Kongress von 1878 erkannte das Osmanische Reich den Verlust eines großen Teils seiner Territorien auf dem Balkan an. Alle osmanischen Gebiete Nordafrikas wurden europäische Kolonie oder Protektorat. Russland gewann Territorien im Kaukasus hinzu. Die Landverluste auf dem Balkan und die Gebietsverluste im Kaukasus führten zur Vertreibung großer muslimischer Bevölkerungsgruppen in das verbliebene Osmanische Reich.
Die Großmächte machten in diesem Jahrhundert vermehrt Gebrauch von den Sonderrechten für ihre Staatsbürger, Kapitulationen, die sie auch auf Gruppen von Untertanen des Sultans ausdehnen konnten. Insbesondere Russland und Frankreich sahen sich als Schutzmacht der orthodoxen beziehungsweise katholischen Christen, die sie protegierten. Investitionen in Armee, Verwaltung und Infrastruktur des Reiches wurden in der zweiten Hälfte des Jahrhunderts vermehrt durch europäische Anleihen finanziert. Die hohe Verschuldung des Osmanischen Reiches führte 1878 zu einem Staatsbankrott des Reiches und 1881 zu einer ausländischen Finanzaufsicht. Die zunehmenden Schwierigkeiten des Reiches veranlassten die Europäer dazu, das Osmanische Reich als den Kranken Mann am Bosporus zu bezeichnen.
Das gesamte Jahrhundert führten die Sultane Reformen durch, um ihre Macht zu stabilisieren und bei sich zu zentralisieren. Dabei nahmen sie Anleihen aus Europa. Die Maßnahmen umfassten zunächst eine Reform der Armee nach europäischem Vorbild und die Ausschaltung der vormals mächtigen Janitscharen-Truppe. Ferner wurden einige Provinzen wieder unter die Kontrolle des Sultans gestellt. Die Steuererhebung wurde zentralisiert, was ein Grund für die starke Vergrößerung der Verwaltung war. Als Symbol der Umgestaltung löste der Fez den Turban als Kopfbedeckung ab.
Schließlich führte die militärische und wirtschaftliche Unterlegenheit gegenüber den europäischen Großmächten in allen Bereichen zu Reformanstrengungen. Mit den Tanzimat-Reformen und ihrer Nachfolger wurde vor allem in den großen Städten des Landes eine moderne Verwaltung etabliert und Schulen nach westeuropäischen Standards eingerichtet. Mit einer Alphabetisierungsrate von unter 15 Prozent blieb die Bildung jedoch extrem ungleich verteilt. Das Recht wurde verschriftlicht und damit objektiver. In einigen Rechtsgebieten nahm man Anleihen an europäischen Mustern. Eine Verfassung, die erste Ansätze der parlamentarischen Mitbestimmung regelte, wurde während der autoritären Herrschaft Abdülhamid II. ab den 1870er Jahren ausgesetzt. Auf europäischen Druck wurden muslimische und nicht-muslimische Untertanen formal gleichgestellt. Gegen die Einflussnahme der europäischen Großmächte und die Veränderungen im Reich formierte sich lokaler Widerstand. Es kam zu Attentatsversuchen gegen westliche Repräsentanten und Massenmorden an Christen in der Levante.
Persien, das von den Schahs der Kadscharen-Dynastie regiert wurde, stand unter dem Druck Großbritanniens und Russlands, an das es zu Beginn des Jahrhunderts einige Territorien verlor. Die Bemühungen beider Großmächte wirtschaftliche Konzessionen zu ihrem Vorteil zu erlangen, erreichten am Jahrhundertende oft ihr Ziel. Die Bestrebungen der Schahs den Rückstand zu den Europäern aufzuholen, waren aufgrund der innenpolitischen Widerstände nur mäßig erfolgreich, da lokale Herrscher eine große Macht hatten, ihre Eigeninteressen durchzusetzen. Während des Jahrhunderts bildete sich eine Hierarchie der schiitischen Geistlichkeit heraus, die für sich die alleinige religiöse Deutungshoheit beanspruchte und die bis heute in dem vorwiegend schiitischen Land Gültigkeit besitzt.

Das Russische Reich in Zentralasien um 1900

Die Politik Zentralasiens wurde stark von den angrenzenden Großmächten China, Russland und Britisch-Indien beeinflusst. Zum einen begründeten sie ihre Eroberungen als Maßnahmen zur Grenzsicherung, zum anderen mit Handelsinteressen. Ihre machtpolitischen Auseinandersetzungen um die Region wurden vereinfacht auch als The Great Game bezeichnet. Im Laufe des Jahrhunderts schaffte es Russland zunächst alle kasachischen Gruppen, die vorher schon unter russischem Protektorat gestanden hatten, vollständig in seinen Machtbereich einzugliedern. Dem folgte die Eingliederung der Kirgisen.
Die drei usbekischen Khanate Chiwa, Buchara und Kokand expandierten unter selbständigen Dynastien zum Jahrhundertanfang, mussten sich jedoch zur Jahrhundertwende Russland unterwerfen. Das letzte Ziel der russischen Expansion wurden die Turkmenen. Die Briten brachten die Gebiete nördlich ihrer indischen Kolonie unter ihre Kontrolle. Sie scheiterten aber an der Unterwerfung des heutigen Afghanistans, das ihnen als Puffer gegen die Russen dienen sollte. Die Kabuler Herrscher blieben autonom. Nachdem Yakub Beg nach einem Aufstand der Dunganen auf vormals chinesischem Territorium 1865 einen Staat errichtet hatte, versuchten Russland und Großbritannien daraus machtpolitisches Kapital zu schlagen. Doch zehn Jahre später gelang den Chinesen die Rückeroberung des verlorenen Gebietes.
Mit der russischen Herrschaft, die in Buchara und Chiwa indirekt war, änderten sich Wirtschaft und Gesellschaft Zentralasiens. Die Russen bauten die Infrastruktur, Verwaltung und Schulbildung aus. Mit der Aufhebung der Leibeigenschaft in Russland strömten zahlreiche russische Siedler in die Region. Diese Besiedlung drängte die Nomaden zurück und der sesshafte Bevölkerungsanteil stieg. Die Berührungspunkte zwischen Alteingesessenen und Neuankömmlingen blieben jedoch gering. Die Russen ergänzten die traditionell auf Handel ausgelegte Wirtschaft um einen massiven Anbau von Baumwolle und schränkten den vormals bedeutsamen Sklavenhandel stark ein.

### Südasien

Indien im späten 18. und 19. Jahrhundert

Zu Beginn des Jahrhunderts war die Britische Ostindien-Kompanie neben der Konföderation der Marathen die mächtigste Gruppe Südasiens. Neben großen eigenen Territorien waren zahlreiche indische Fürstentümer von der Kompanie abhängig. Zu Jahrhundertbeginn eroberten die Briten die Konföderation der Marathen und später noch weitere Gebiete am Rande Südostasiens, einschließlich Ceylons. In zahlreichen vertraglich abhängigen Fürstentümern stellten die Briten das Fehlen einer legitimen Nachfolge des Herrschers oder dessen Unfähigkeit fest. Diese Fürstentümer brachten sie dann gemäß ihrer Doctrine of Lapse unter ihre direkte Kontrolle.
Diese Annexionspraxis, wirtschaftliche Ausbeutung durch die Kolonialherren und die Auswirkungen ihrer Sozialmaßnahmen führten zu einem Aufstand. Daran beteiligten sich Teile der indischen Bevölkerung und Elite sowie ein Teil der indischen Kolonialsoldaten in zahlreichen Gebieten in ganz Südasien. Die Briten und ihre indischen Verbündeten schlugen diesen Sepoy-Aufstand mit großem Aufwand und großer Gewalt nieder. Den Aufstand nahmen die Briten zum Anlass, den seit dem letzten Jahrhundert nur noch formal über Südasien herrschenden Großmogul abzusetzen und die englischen Könige als Kaiser von Indien zu etablieren. Die indirekte Herrschaft über die Britische Ostindien-Kompanie wurde durch eine direkte Kolonialherrschaft Großbritanniens ersetzt. In der zweiten Jahrhunderthälfte kamen verstärkt indische Nationalbewegungen auf, die jedoch regional und nicht am gesamten Subkontinent ausgerichtet waren.
Die Landwirtschaft Indiens wurde unter den Briten hin zum großflächigen Anbau von Nutzfrüchten für den Weltmarkt umgestaltet, so dass der Anteil der angebauten Nahrung für die einheimische Bevölkerung stark sank. In der zweiten Jahrhunderthälfte wurde Tee, der bisher im Wesentlichen aus China kam, großflächig angebaut. Die hohe Besteuerung nötigte viele Bauern zum Verkauf ihres Landes und schuf eine große Zahl von landlosen Menschen. Diese wanderten zum Teil in die aufstrebenden Städte. Im Laufe des Jahrhunderts wuchsen wenige Städte wie Bombay und Kalkutta sehr rasant, während viele klassische indische Städte an Einwohnern und Bedeutung verloren. Fast ausschließlich in den wachsenden Städten entstanden in begrenzter Anzahl Industriebetriebe. Harsche Arbeitsbedingungen in Industrie und Landwirtschaft forderten viele Tote und viel Elend unter den Arbeitern.
Das Bevölkerungswachstum Indiens nahmen nicht nur die wachsenden Großstädte auf, sondern viele Inder wanderten als Leiharbeiter nach Ceylon, die Karibik und das südliche Afrika aus. Viele von ihnen kamen nach Ablauf ihrer Verträge nach Indien zurück.
Dort bauten die Briten die Infrastruktur zum Beispiel durch die Errichtung von Eisenbahnen aus. Weil diese sich nur an den Exportbedürfnissen der Briten orientierte, führte der Ausbau nicht zu einem wirtschaftlichen Aufschwung entlang des Streckennetzes. Die obere Verwaltung von Britisch-Indien war fast ausschließlich in der Hand der Briten. Sie gaben ihrer Kolonie auf dem Subkontinent eigene Gesetze. An den Gerichten arbeiteten zahlreiche Inder als Richter und Anwälte, die eine britische Ausbildung bekamen.

### China

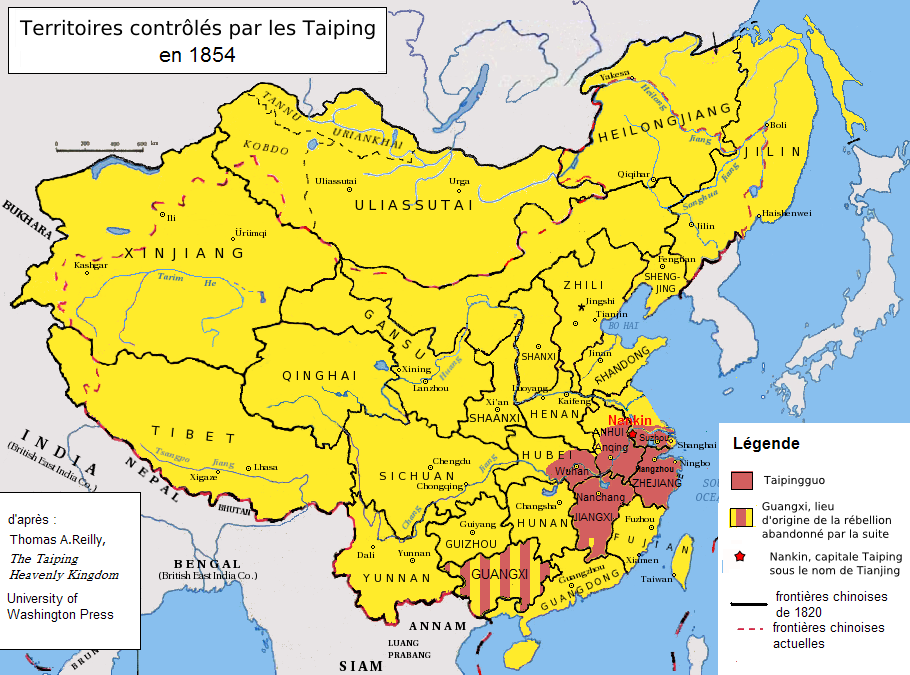
China im Jahr 1854. Die Gebiete der Taiping-Aufständischen sind rot markiert.

Das Kaiserreich China war ein Vielvölkerreich, das von der mandschurischen Qing-Dynastie regiert wurde. Das Reich, dessen Gebiet, Wirtschaft und Bevölkerung im vorherigen Jahrhundert stark gewachsen waren, stand zu Beginn des 19. Jahrhunderts Herausforderungen gegenüber, die dieses Wachstum aufwarf. Zum einen wuchs die Bevölkerung viel stärker als das bebaubare Land. Das führte zur Verringerung der Ackerfläche pro Bauernfamilie und zu Aufständen von arbeitslosen Bauernsöhnen ohne Perspektive. Zum anderen waren die Staatskassen durch die großen Kriege leer. Die Steuererhöhungen, die sie wieder auffüllen sollten, belasteten die Bevölkerung. Ein signifikanter Teil der Einnahmen wurde von Korruptionsnetzwerken in der Staatsbürokratie veruntreut. Der Staatsapparat, der durch Klientelnetzwerke gehemmt wurde, konnte nicht angemessen auf die Herausforderungen reagieren und verlor das Vertrauen der Bürger. Diese Schwierigkeiten trugen dazu bei, dass China seine Interessen im Konflikt mit den Briten im Ersten Opiumkrieg nicht wahren konnte.
Die Britische Ostindien-Kompanie kaufte seit dem vorherigen Jahrhundert eine ständig steigende Menge Tee und Seide aus China. Diese musste sie mit Silber bezahlen, da sie über die streng reglementierten offiziellen Handelswege keine Waren an das Kaiserreich verkaufen konnte. Mit Hilfe lizenzierter europäischer Kaufleute schmuggelte sie jedoch stetig steigende Mengen Opium nach China. Zuvor hatte sie das Monopol auf den Handel mit Opium im britisch beherrschten Indien erlangt.

Dem britischen Raddampfer Nemesis waren die chinesischen Kriegsdschunken im Ersten Opium-Krieg stark unterlegen.

Als sie um die 1820er Jahre das Monopol verlor, übernahmen unabhängige britische und US-amerikanische Kaufleute einen großen Teil des Geschäfts und steigerten die nach China exportierten Mengen um ein Vielfaches. Durch den Import von Opium wandelte sich die chinesische Handelsbilanz von einem hohen Überschuss in ein großes Defizit. Der damit verbundene Abfluss von Silber hatte negative Auswirkungen auf die chinesische Wirtschaft, insbesondere für die Kleinbauern. Daraufhin leitete der chinesische Kaiser Maßnahmen zur Drogenbekämpfung ein, die auch zur Zerstörung großer Opiumvorräte britischer Kaufleute führten. Dies nahm Großbritannien 1840 zum Anlass, den Ersten Opiumkrieg zu beginnen, den China aufgrund der Überlegenheit der britischen Waffentechnik verlor.
Mit dem Sieg konnte Großbritannien die Öffnung der chinesischen Märkte durchsetzen, die das chinesische Kaiserreich ihm zuvor verweigert hatte. Ferner erhielt es Hongkong und rechtliche Privilegien für seine Landsleute in China. Der mit Großbritannien abgeschlossene Friedensvertrag war der erste von zahlreichen für China nachteiligen sogenannten Ungleichen Verträgen, die das Kaiserreich mit europäischen Staaten, den USA und Japan abschloss. Der Opiumimport vervielfachte sich daraufhin, bis er in den 1880er und 90er Jahren durch eine heimische Produktion abgelöst wurde. Zu diesem Zeitpunkt waren drei bis fünf Prozent der chinesischen Bevölkerung opiumabhängig.

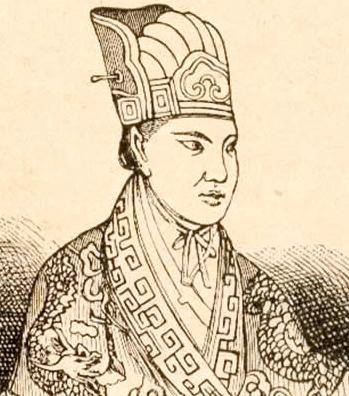
Hong Xiuquan war der Initiator des Taiping-Aufstandes.

Ab den 1840er Jahren nahm der interne und externe Druck auf China stetig zu. Naturkatastrophen steigerten zusätzlich die vorhandenen Herausforderungen. Die innenpolitischen Probleme bereiteten den Boden für den Taiping-Aufstand, der alle zahlreichen vorherigen lokalen Aufstände in seiner Dimension weit übertraf. Von 1851 bis 1864 errichteten die Anhänger des Mystikers Hong Xiuquan im Südosten Chinas ein großes eigenständiges Reich. Er versprach seinen Anhängern einen Ausweg aus Armut, Unterdrückung und Hoffnungslosigkeit. Der Aufstand konnte nur durch von den Provinzen aufgestellte Truppen niedergeschlagen werden. Die Unfähigkeit der Zentrale schwächte stark ihre Autorität. Mit geschätzten 20 Millionen Toten während des Aufstandes und bei seiner Niederschlagung war er die mit Abstand verlustreichste bewaffnete Auseinandersetzung des 19. Jahrhunderts.
Gleichzeitig mit dem Aufstand musste das Kaiserreich seine Niederlage im Zweiten Opiumkrieg mit mehreren europäischen Staaten verkraften, die als Zeichen besonderer Demütigung die Sommerpaläste des Kaisers zerstörten. Im Zuge des Krieges verlor China auch größere Gebiete an Russland. Auf diese Niederlagen reagierten sowohl das Kaiserhaus als auch die Provinzgouverneure mit dem Programm zur Selbststärkung. Sie versuchten, die europäische Technologie zu erwerben und mit den Methoden der Industrialisierung selbst zu produzieren. Ferner übernahmen sie auch einzelne Aspekte europäischer Institutionen, wie Schulbildung und Universitäten. Die Initiativen zur Selbststärkung verschafften den Provinzgouverneuren eine starke eigene wirtschaftliche Basis und mehr Unabhängigkeit. Den Initiativen fehlte aber eine nationale Koordination, ferner gab es keinen adäquaten Rechtsrahmen. Die zu enge Anbindung der Industrie an den Staat verhinderte viele unternehmerisch sinnvolle Entscheidungen.
Die Probleme der Selbststärkung wurden bei der militärischen Niederlage gegen Japan 1895 offenbar. Japan hatte in den 1860ern ebenfalls mit dem Aufholprozess an das europäische Niveau der Technik begonnen, war aber wesentlich erfolgreicher. Zum einen gab diese Niederlage Japan und den Europäern die Möglichkeit außerhalb der Wirtschaftszonen in China ökonomisch tätig zu werden. China nahm ausländische Kredite auf, um die Reparationsforderungen zu bezahlen. Die dafür notwendigen Sicherheiten und Sonderrechte, die es den Kreditgebern einräumen musste, machte es abhängig vom Westen. Zum anderen löste diese Niederlage in der chinesischen Führungsschicht eine große Sinnkrise aus.
Der Reformdruck, den insbesondere die städtischen Eliten verspürten, trieb sie zu Studien ins Ausland, vorwiegend nach Japan. Eine städtische Elite studierte zahlreiche ins Chinesische übersetzte westliche Lehrbücher, diskutierte die darin enthaltenen Ideen und versuchte die westliche Kultur zu verstehen. Die Macht der Ausländer und weitere gescheiterte Reformversuche waren die Auslöser des Boxeraufstandes zur Wende zum 20. Jahrhundert.
Die wirtschaftlichen und politischen Entwicklungen des 19. Jahrhunderts führten dazu, dass sich die chinesische Gesellschaft wandelte. Zum einen brachen die alten Hierarchien der Gesellschaftsklassen auf. Die Gruppe der Händler stieg stark in Bedeutung und Ansehen, während die vormals führende Gelehrtenschicht an Bedeutung verlor. Wirtschaftliches und technisches Wissen löste die konfuzianische Bildung als Bildungsziel ab. Zum Jahrhundertende begannen sich die Chinesen als Nation zu begreifen.

### Korea und Japan

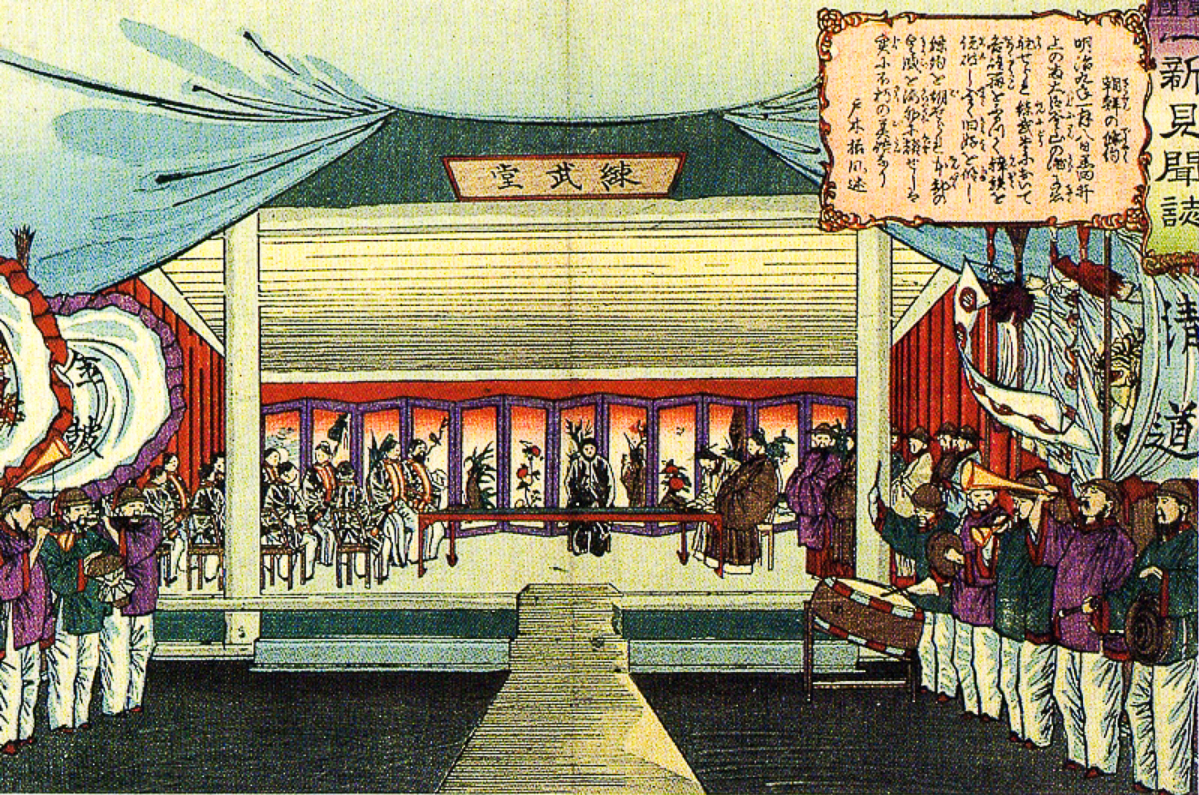
Mit dem Japanisch-Koreanischen Freundschaftsvertrag erzwang Japan die Öffnung Koreas.

Korea wurde von Königen regiert, die sich nur eingeschränkt gegenüber der Macht der Yangban-Clans, die die Oberschicht bildeten, behaupten konnten. Kulturell war es auf China ausgerichtet. Im Jahr 1876 erzwang Japan die Öffnung Koreas und Handelsprivilegien in einem Ungleichen Vertrag. Diesem folgten in den 1880er Jahren ähnliche Verträge mit den Vereinigten Staaten und verschiedenen europäischen Staaten. Geplante umfangreiche Reformen scheiterten daran, dass die Reformer diese gegen konservative Widerstände mit Gewalt durchsetzen wollten.
Die Nachteile der wirtschaftlichen Öffnung des Landes spürten vor allem die Bauern. Ihr Donghak-Aufstand von 1885 wurde mit Hilfe chinesischer und japanischer Truppen niedergeschlagen, die anschließend im Land blieben. Ihre Rivalität führte 1894/1895 zum Ersten Japanisch-Chinesischen Krieg, den Japan gewann und damit Korea aus der chinesischen Einflusssphäre herauslöste. In den letzten Jahren des Jahrhunderts wurden zahlreiche Reformen durchgeführt, die verschiedene europäische Standards, wie den europäischen Kalender, die Abschaffung von Vorrechten der Oberschicht und die Abschaffung der Sklaverei, in Korea einführten. Gleichzeitig beeinflusste das Kräfteringen von China, Russland und Japan stark die koreanische Innenpolitik.
Mehr als in jedem ostasiatischen Land hatten christliche Missionare in Korea Erfolg. Trotz Verfolgung konnten sie viele Anhänger zum römisch-katholischen und später zum evangelischen Glauben bekehren. Sie errichteten karitative Einrichtungen, wie Krankenhäuser, was zu ihrem Erfolg beitrug.

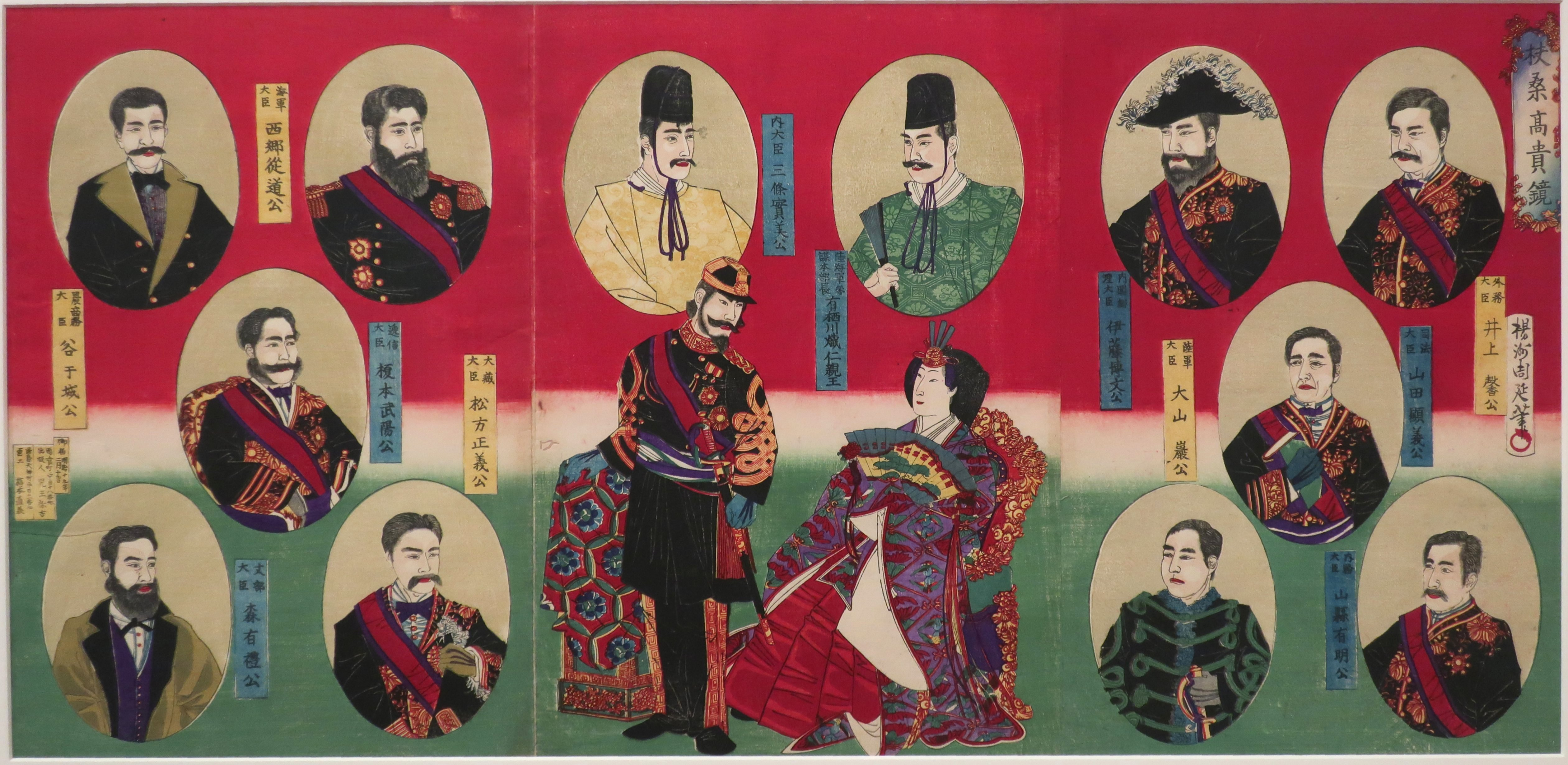
Der Wandel Japans in der Meiji-Zeit zeigte sich in der westlichen Kleidung vieler Minister.

Zu Beginn des Jahrhunderts war Japan ein feudalistisch organisiertes Land mit einem Shōgun an der Spitze. In den ersten Jahrzehnten des Jahrhunderts eskalierten die Probleme des Shōgunats in mehreren Problemfeldern. Für Naturkatastrophen, Münzfälschung und Inflation sowie steigende Steuerlasten und daraus resultierende Bauernaufstände fanden die Shōgune keine adäquate Lösung mehr.
Dem zunehmenden Druck von Europäern und den Vereinigten Staaten, das bisher stark abgeschottete Land für den Handel zu öffnen, konnte Japan 1853 nicht mehr standhalten. Nach den USA konnten auch mehrere europäische Nationen die Öffnung des Landes für den Handel durchsetzen.
Eine Gruppe von jungen Adeligen aus dem Südosten Japans stürzte 1868 den ihrer Ansicht nach unfähigen Shōgun und wertete die Stellung des bisher machtlosen Tennōs als Oberhaupt Japans auf. Im Namen des Tennōs startete eine kleine Gruppe von Vertretern der Feudalaristokratie ein grundlegendes Umgestaltungsprogramm von Japans Wirtschaft und Gesellschaft, das Meiji-Restauration genannt wird. Ziel war es, aus Japan eine den führenden Weltmächten militärisch wie wirtschaftlich ebenbürtige Nation zu machen, die ihre Unabhängigkeit bewahrt. Dazu ersetzten sie das alte Feudalsystem durch einen stark zentralistisch organisierten Nationalstaat. Japan bekam eine Verfassung und eine moderne straff organisierte Bürokratie. Das eingeführte Parlament hatte jedoch wenig Macht.
Freie Berufswahl, höhere soziale Durchlässigkeit, Einführung eines nationalen Währungssystems, Errichtung der Tokioter Börse und hohe Investitionen in die Infrastruktur führten zu starkem Wirtschaftswachstum und der Industrialisierung Japans. Dabei betätigte sich der Staat selbst als Unternehmer und kooperierte eng mit der Wirtschaft, insbesondere mit einigen sehr großen Familienbetrieben. Den Wissensrückstand holten die Japaner auf, indem sie ausländische Experten beschäftigten, Japaner zum Lernen ins Ausland schickten und ein flächendeckendes Schulsystem einführten. Die Kosten dieses Aufschwungs trugen vor allem die Bauern durch hohe Abgaben. Die japanische Armee, die auf der allgemeinen Wehrpflicht aufbaute, war zum Ende des Jahrhunderts so stark, dass die selbst zur Expansion überging.

### Südostasien

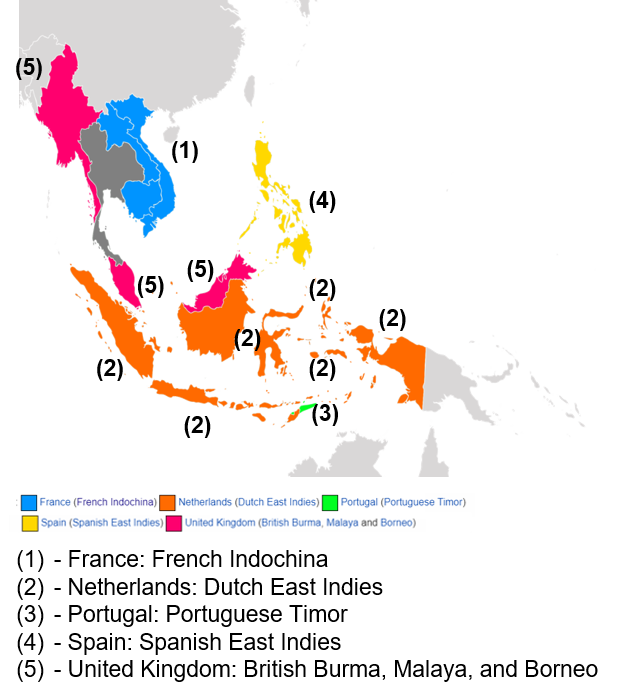
Südostasien im 19. Jahrhundert

Südostasien wandelte sich im 19. Jahrhundert von einer Region mehrheitlich autonomer Reiche zu einer Weltgegend, deren Länder mit Ausnahme von Thailand eine europäische Kolonie oder ein Protektorat wurden. Dabei nahm die Einbindung in den maritimen Handel deutlich zu. Großbritannien geriet mit dem Britisch-Indien benachbarten Birma in Konflikt, das die Briten aufgrund ihrer überlegenen Militärtechnik und -taktik sowie der Schwäche des Königshauses in drei aufeinanderfolgenden Kriegen eroberten. Auch die Malaiische Halbinsel geriet unter ihre Kontrolle. Singapur, das an der Spitze der Halbinsel lag, bauten sie aufgrund seiner guten Lage zum bedeutendsten Hafen Südostasiens aus.
Nach der Auflösung der Niederländischen Ostindien-Kompanie VOC und einem kurzen britischen Intermezzo übernahm das Königreich der Vereinigten Niederlande die Kolonien des insularen Südostasiens und erweiterte danach dort seinen Kolonialbesitz. Die andere alte Kolonialmacht, Spanien, konnte die Philippinen bis zur Wende zum 20. Jahrhundert halten, musste sie jedoch nach dem Verlust der südamerikanischen Kolonien neu an Spanien anbinden. In den letzten Jahren des Jahrhunderts wurden die Philippinen kurzfristig unabhängig. In der zweiten Jahrhunderthälfte eroberten die Franzosen Kambodscha und Vietnam.
Südostasien wurde mit der europäischen Dominanz wesentlich stärker als in den vergangenen Jahrhunderten in den Welthandel eingebunden. Die Kolonialherren förderten den Ausbau der Landwirtschaft, indem neue Flächen bewirtschaftet wurden oder die bestehende Landwirtschaft mit der Plantagenwirtschaft effektiver wurde. Insbesondere zum Ende des Jahrhunderts gewann der Export von Kautschuk an Bedeutung. Die Dampfschifffahrt erforderte die Anpassung der Seehäfen, wobei einige Häfen wie Singapur profitierten, während andere zurückblieben. In Südostasien arbeiteten zahlreiche Migranten aus Indien und noch mehr aus China, wobei viele von ihnen nach einigen Jahren in ihr Heimatland zurückkehrten. Viele Chinesen arbeiteten unter schlechten Bedingungen als billige Arbeitskräfte. Ferner besetzten zahlreiche chinesische Unternehmer Nischen, die die Kolonialmächte und die einheimische Bevölkerung offenließen, und bildeten so eine Scharnierfunktion zwischen Kolonialherren und einheimischer Bevölkerung.
In Thailand errichtete der König einen zentralistischen Staat, für dessen Organisation er Anleihen bei westlichen Staaten nahm. Ferner modernisierte er seine Armee nach europäischen Standards. Die Wahrnehmung der Briten und Franzosen, dass Thailand als Pufferstaat zwischen ihren Kolonialreichen dienen könne, trug zur thailändischen Unabhängigkeit bei.

## Amerika und Ozeanien
Der amerikanische Doppelkontinent löste sich sukzessive von Europa. In Lateinamerika entstanden zu Beginn des Jahrhunderts unabhängige Staaten. Die schon seit dem vorherigen Jahrhundert selbständigen Vereinigten Staaten von Amerika dehnten ihr Territorium stark aus, wurden zu einer der führenden Industrienationen der Welt und begannen zur Jahrhundertwende ihre eigene Kolonialpolitik. Trotz ihrer Unabhängigkeit blieben die wirtschaftlichen und kulturellen Verbindungen der amerikanischen Kontinente zu Europa sehr eng. Kanada, Australien und Neuseeland gehörten von 1801 bis 1900 noch zum Britischen Weltreich. Hier bildeten die eingewanderten Europäer bald die Bevölkerungsmehrheiten, die von den Briten in der zweiten Jahrhunderthälfte weitreichende innenpolitische Selbstverwaltungsrechte erhielten.

### Nordamerika

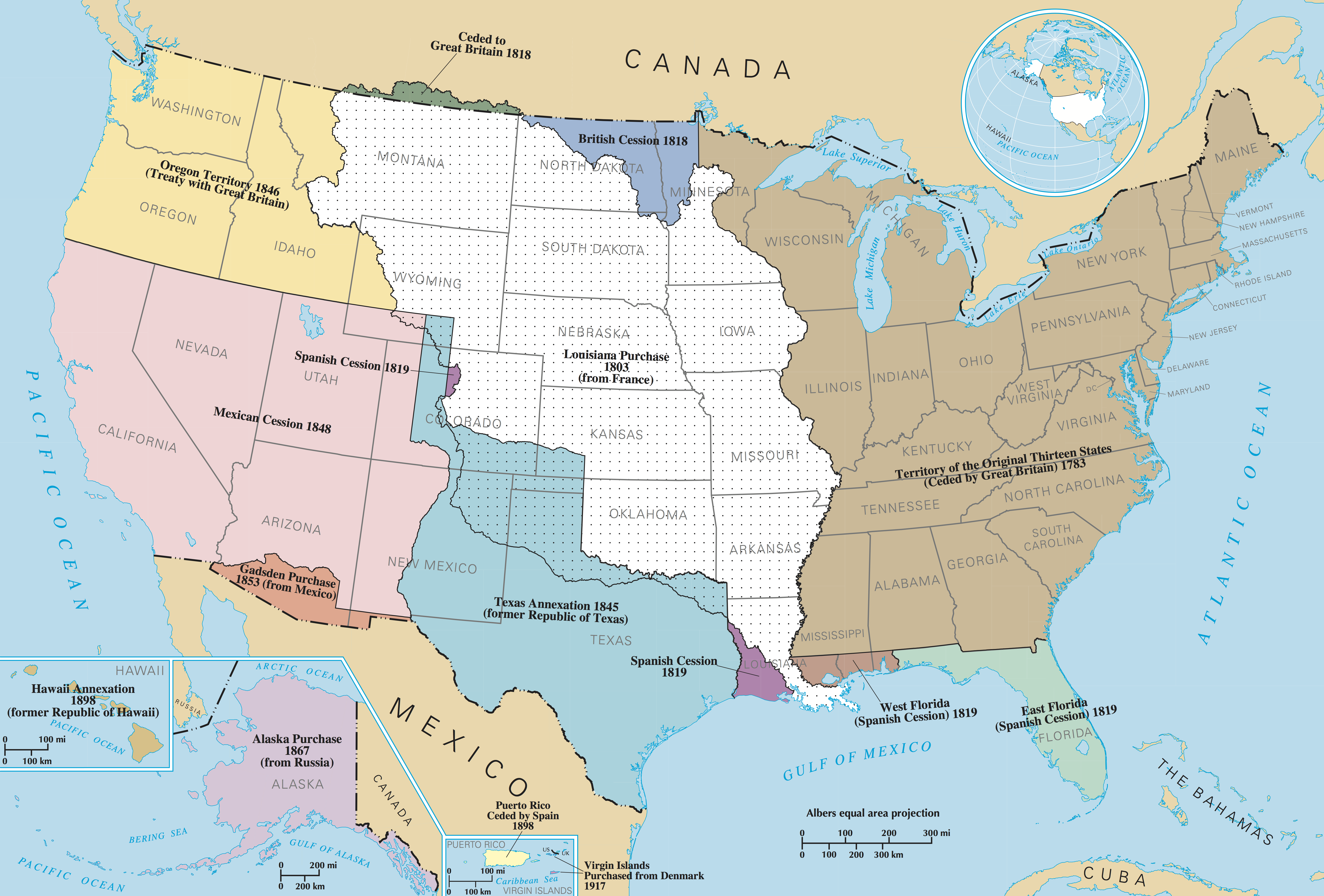
Im Laufe des Jahrhunderts dehnten sich die Vereinigten Staaten von Amerika von der Ostküste zur Westküste Nordamerikas aus.

Im Laufe des 19. Jahrhunderts stiegen die Vereinigten Staaten von Amerika von einem neuen Staat, der sich langsam zu stabilisieren begann, zur Großmacht auf. Dabei stand die erste Jahrhunderthälfte im Zeichen der Expansion des Staatsgebietes von der Ostküste Nordamerikas zu dessen Westküste. Zunächst verdoppelten sie ihr östlich des Mississippi gelegenes Staatsgebiet, indem sie Frankreich und Spanien ihre Rechte am nordamerikanischen Territorium abkauften. Die meisten der restlichen Territorien gewannen sie im Zuge des Amerikanisch-Mexikanischen Krieges. Mit dem Kauf Alaskas 1867 und dem Erwerb Hawaiis entsprach das Gebiet der Vereinigten Staaten in etwa heutiger Größe.
Auf großen Teilen des alten und neu erworbenen Staatsgebietes lebten indianische Stämme, die das Land als ihr angestammtes Territorium ansahen. Mit zunehmender Erschließung des Landes ab den 1830er Jahren gingen die US-Amerikaner zur systematischen gewaltsamen Vertreibung indianischer Stämme aus ihrem angestammten Land über. Die Vertreibungswelle begann an der Ostküste und setzte sich sukzessive nach Westen fort.
Durch den steigenden Strom von Immigranten wuchsen im Nordosten des Landes die Städte rasch zu Metropolen heran. Dabei gab es eine zunehmende Kluft zwischen den Staaten des Nordens, die durch freie Landwirtschaft und beginnende Industrialisierung gekennzeichnet waren, und den Staaten des Südens. Diese waren wesentlich dünner besiedelt als der Norden. Baumwollplantagen, auf denen Sklaven afrikanischer Herkunft arbeiteten, prägten die Wirtschaft des Südens. In den meisten Nordstaaten war Sklaverei verboten oder spielte keine wirtschaftliche Rolle.
Mit der Zunahme der Staaten im Westen, bei denen mehrheitlich der Einsatz von Sklaven keinen großen wirtschaftlichen Vorteil brachte, geriet das Nord-Süd-Gleichgewicht aus der Anfangszeit der USA aus der Balance. Grundsätzlich unterschiedliche Verfassungsvorstellungen über Eigentumsrechte zwischen Nord und Süd wurden durch zunehmende Forderungen nach einer US-weiten Abschaffung der Sklaverei aufgeladen, da die Südstaatler Sklaven als Eigentum betrachteten. Die Differenzen eskalierten zum Amerikanischen Bürgerkrieg, den der Norden 1865 gewann und der mit der Abschaffung der Sklaverei im Süden endete. Damit hörte jedoch nicht die starke Diskriminierung der Afroamerikaner auf.
Dem Bürgerkrieg folgten ein starkes Wirtschaftswachstum und eine beschleunigte Industrialisierung. Schon während des Bürgerkrieges begann die rasante US-amerikanische Besiedlung des mittleren Westens. Diese wurde sowohl direkt durch die Anreize des Homestead Act als auch indirekt durch den ebenfalls staatlich subventionierten Eisenbahnbau gefördert. Nomadische indigene Stämme, die das Land schon über Jahrhunderte besiedelten, wehrten sich gegen die Expansion. Die Stämme verloren diese oft gewalttätigen Auseinandersetzungen und wurden in Reservate abgedrängt.

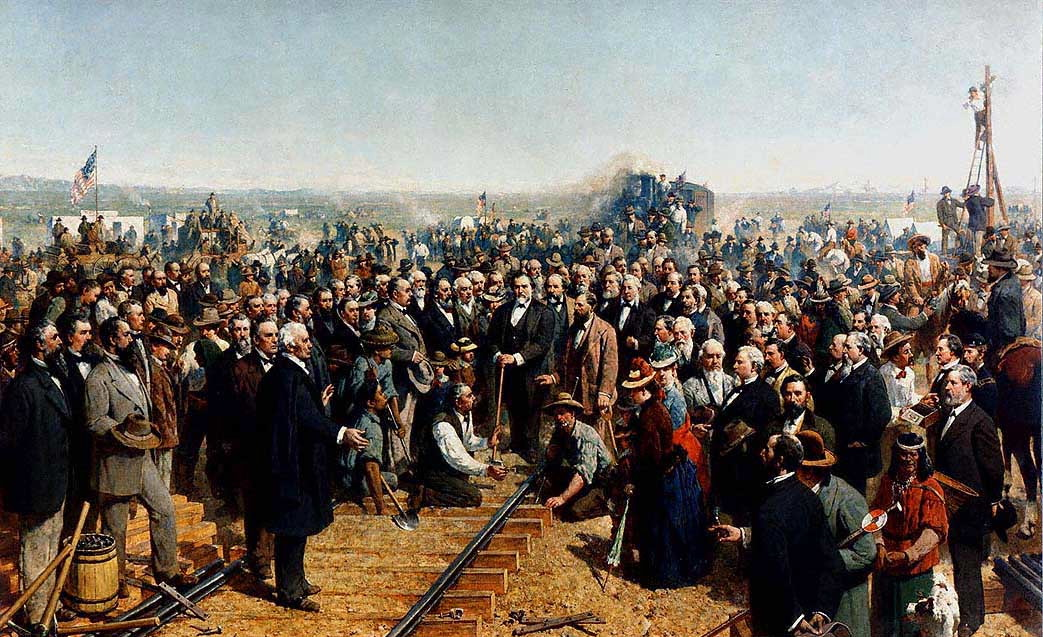
Jeweils von der West- und der Ostküste wurde eine Eisenbahnlinie quer durch die USA gelegt. Diese trafen sich 1869.

Das US-amerikanische Wirtschaftswachstum nach dem Bürgerkrieg basierte auf einem starken Anstieg der Bevölkerung durch hohe Geburtenraten und Millionen europäischer Einwanderer. Die massive Ausdehnung von Agrarflächen, insbesondere im mittleren Westen, sowie die im Vergleich zu der übrigen Welt schnelle Mechanisierung der Landwirtschaft ermöglichten die Ernährung der stark wachsenden Bevölkerung.
Mit dem Bevölkerungswachstum ging ein hohes Reservoir von Arbeitskräften einher. Dieses trug neben hohen europäischen Investitionen und einem großen abgeschlossenen Binnenmarkt zu einer raschen Industrialisierung bei, so dass die Vereinigten Staaten die europäischen Länder zum Jahrhundertende an Wirtschaftskraft überholten. Dieses Wirtschaftswachstum ging mit einer starken ungleichen Verteilung des Vermögens einher. Wenigen Multimillionären, die ihr Vermögen meist durch Monopolgewinne erwirtschafteten, standen Millionen von Arbeitern ohne soziale Absicherung gegenüber.
Am Jahrhundertende wurde die Außenpolitik der Vereinigten Staaten immer selbstbewusster. Die Monroe-Doktrin legte fest, dass sich die USA aus den Konflikten der Welt heraushielten, aber die amerikanischen Kontinente als ihre Einflusssphäre betrachteten. Ab diesem Zeitpunkt bekamen die lateinamerikanischen Staaten die Auswirkungen dieser Doktrin immer stärker zu spüren. Mit dem Gewinn des Spanisch-Amerikanischen Krieges 1898 wurde die ehemalige Kolonie USA selbst Kolonialmacht in der Karibik.

### Lateinamerika

Lateinamerika auf dem Weg zur Unabhängigkeit – Rot: Royalistische Truppen, (Dunkel-)Blau: Gebiete unter Kontrolle der Separatisten/Großkolumbiens

Zu Beginn des Jahrhunderts erlangten zahlreiche Gebiete Lateinamerikas ihre Unabhängigkeit von der spanischen und portugiesischen Kolonialmacht. Im Laufe des Jahrhunderts veränderte sich die politische Landkarte des Kontinents grundlegend, um annähernd den heutigen Stand zu erreichen. Die Unabhängigkeitsbewegungen wurden durch Napoleons Besetzung der Iberischen Halbinsel ab 1808 in Gang gesetzt. Die portugiesische Königsfamilie floh vor Napoleon nach Brasilien, bei ihrer Rückkehr erlangte Brasilien zunächst einen gleichberechtigten Status im portugiesischen Königreich. Nach Differenzen mit dem Mutterland erklärten die brasilianischen Eliten ihr Land 1822 zu einem unabhängigen Kaiserreich in der Form einer konstitutionellen Monarchie, die 1889 durch eine Republik ersetzt wurde.
Die Absetzung der Monarchie in Spanien durch Napoleon nahmen die Oberschichten der meisten spanischen Kolonien zum Anlass, zwischen 1810 und 1816 ihre Autonomie zu erklären. Aufgrund der Uneinigkeit der Eliten und der geringen Einbeziehung der nicht privilegierten Mehrheit schafften jedoch nur Argentinien und Paraguay ihre Unabhängigkeit im ersten Schritt. In den anderen Ländern gelang Spanien die militärische Niederschlagung der Aufstände. Doch das von inneren politischen Erschütterungen und Finanzproblemen geschwächte Spanien musste schließlich in den 1820er Jahren dem Unabhängigkeitsstreben seiner übrigen lateinamerikanischen Festlandskolonien nachgeben. Besonders im Nordwesten Südamerikas war der Weg von spanischen Kolonien zu unabhängigen Staaten mit kriegerischen Auseinandersetzungen verbunden.
Nach der Unabhängigkeit setzten sich die Auseinandersetzungen innerhalb und zwischen den neuen Staaten fort. Zum einen forderten einige Regionen mit bewaffneten Aufständen, die von Caudillos angeführt wurden, mehr Autonomie. In einigen Fällen führte dies zu mehr Rechten als föderaler Bundesstaat, in anderen Fällen erlangten diese Gebiete die vollständige staatliche Unabhängigkeit, wie Peru. Zum anderen führten die neuen Staaten Grenzkriege um wirtschaftlich lukrative Regionen, so den Salpeterkrieg zwischen Chile, Bolivien und Peru. Um den Süden der von ihnen beanspruchten Staatsgebiete zu kontrollieren, führten Chile und Argentinien in den 1860er bis 80er Jahren Kriege gegen Indigene Völker. Die Mehrheit von ihnen kam während dieser Kriege ums Leben.
Ein großer Teil der neuen Staaten gab sich Verfassungen, die von den Prinzipien der politischen Repräsentation, Gewaltenteilung sowie der Menschen- und Bürgerrechte beeinflusst waren. Viele Verfassungen hatten eine kurze Lebensdauer und wurden häufig durch neue Verfassungen ersetzt. In der Verfassungspraxis sorgten die kreolischen Eliten dafür, dass die starke soziale Schichtung bestehen blieb. So waren die Wahlen oft weder frei noch fair und die Gewaltenteilung war stark unausgewogen. Lange waren Sklaven von elementaren Menschenrechten ausgeschlossen. In den Gebieten, in denen Sklaverei eine große Rolle spielte, blieb sie lange nach der Unabhängigkeit bestehen, in Brasilien bis 1888.
In der zweiten Jahrhunderthälfte förderten insbesondere die Staaten des südlichen Südamerikas die Einwanderung von Europäern. Auch wenn die Migration bei weitem nicht die Ausmaße der Vereinigten Staaten und Südostasiens erreichte, schuf der Zuzug von Mittel- und Osteuropäern in den schon vorher vielschichtigen Gesellschaften neue Probleme. So mussten die durch die Migranten rasch wachsenden Hafenstädte für die Neuankömmlinge Wohnraum schaffen und Epidemien eindämmen.
Die weitere Entwicklung Lateinamerikas, das zum Jahrhundertende 16 unabhängige Staaten umfasste, wurde durch Schulden belastet, die für die Kriege aus den Anfangsjahren aufgenommen worden waren. Als Ausweg aus der Stagnation konzentrierten sich die Lateinamerikaner hauptsächlich auf Landwirtschaft und den Export von Agrargütern, tropischen Produkten und Rohstoffen vornehmlich nach Europa. Die Regierungen fokussierten ihre Wirtschaftsförderung auf die Exportwirtschaft, die vom europäischen Wirtschaftswachstum profitierte. Andererseits wurde diese auf Monokulturen basierende Wirtschaft anfällig. Die Abhängigkeit der Wirtschaft von Europa blieb, wechselte jedoch von Spanien nach Großbritannien, später spielten Deutschland und Frankreich ebenfalls bedeutende Rollen. Zum Ende des Jahrhunderts wurde insbesondere im Norden Lateinamerikas der Einfluss der Vereinigten Staaten zunehmend stärker.

### Australien und Ozeanien

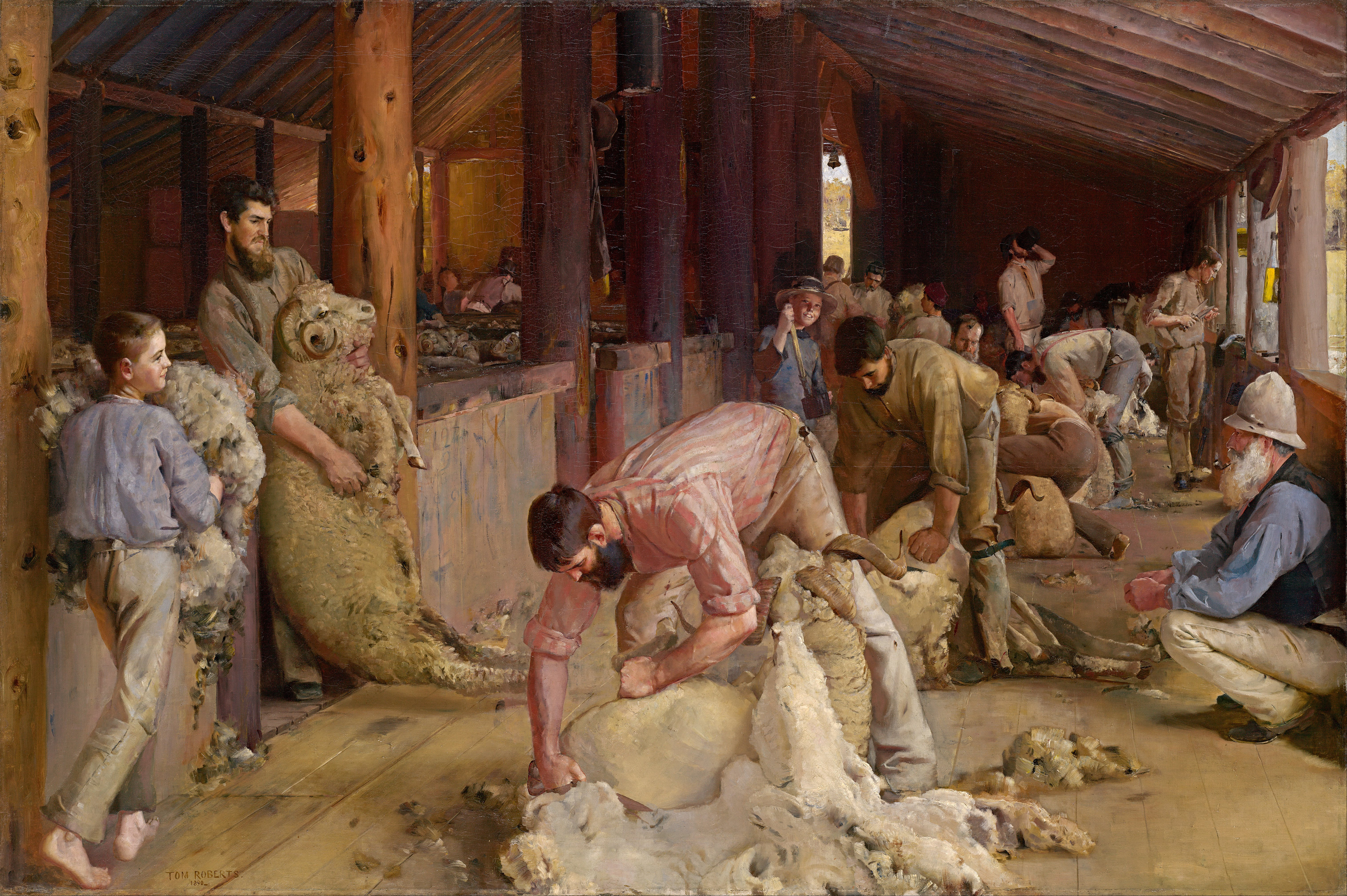
Der Export von Schafwolle war einer der wichtigsten Wirtschaftszweige Australiens

Zu Beginn des Jahrhunderts wurde Australien noch überwiegend von verschiedenen Gruppen von Aborigines besiedelt. Nur einige Küstengebiete waren eine britische Kolonie für Strafgefangene. Ab den 1820er Jahren dehnte sich die britische Präsenz auf ganz Australien aus. Die bestehende Kolonie wandelte sich allmählich zur Siedlerkolonie und weitere britische Siedlerkolonien entstanden an der Süd- und Westküste Australiens. Mehrere europäische Expeditionen erkundeten die Küsten und auch das Innere des Kontinents. Die landwirtschaftlichen und vor allem für Weidewirtschaft genutzten Flächen dehnten sich von den Küsten in das Landesinnere aus. Dabei kamen die australischen Ureinwohner in Kämpfen mit Siedlern ums Leben, erlagen von den Europäern eingeschleppten Krankheiten, wurden ins Landesinnere abgedrängt oder marginalisiert.
Der Export von Schafwolle für die zunehmend boomende britische Textilindustrie war die Basis einer wirtschaftlichen Blüte Australiens, die weitere Migranten aus Europa anlockte. Einen zusätzlichen Einwanderungsboom aus England, Irland, dem übrigen Europa und zum kleineren Teil aus Amerika und China löste die Entdeckung von Goldvorkommen aus. Dem Kampf der neuen Goldsucher um gleichberechtigte Behandlung durch die britischen Kolonialbehörden folgte ein zunehmender Kampf vieler Australier um Teilhabe. Zum Jahrhundertende wurde dann die Forderung nach einem Zusammenschluss ganz Australiens zu einer Föderation immer populärer. Während der Kampf um Teilhabe schon im 19. Jahrhundert Erfolge verzeichnete, wurde die Föderation im Jahr 1901 verwirklicht.

## Belege
1. ↑  Our World in Data: World Population Growth
2. 1 2  Franz J. Bauer: Das „lange“ 19. Jahrhundert (1789–1917). Profil einer Epoche. 3. Auflage. Reclam-Verlag, Stuttgart 2010, ISBN 978-3-15-018770-8, S. 32–36.
3. 1 2  Willibald Steinmetz: Europa im 19. Jahrhundert (= Neue Fischer Weltgeschichte. Nr. 6). S. Fischer Verlag, Frankfurt am Main 2019, ISBN 978-3-10-010826-5, S. 34.
4. 1 2  Michael Mann: Globalgeschichte des 19. Jahrhunderts – Einleitende Überlegungen. In: Michael Mann (Hrsg.): Die Welt im 19. Jahrhundert. Mandelbaum Verlag, Wien 2009, ISBN 978-3-85476-310-9, S. 11–33.
5. 1 2 3 4 5  Horst Dippel: Geschichte der USA. 10. Auflage. Verlag C. H. Beck, München 2015, ISBN 978-3-406-60166-8, S. 35, 43–45,63–64,67.
6. ↑  Johannes Paulmann: Globale Vorherrschaft und Fortschrittsglaube – Europa 1850–1914. C. H. Beck, München 2019, ISBN 978-3-406-62350-9, S. 7–44.
7. ↑  Richard J. Evans: Das europäische Jahrhundert. Ein Kontinent im Umbruch. 1815–1914, München 2018, S. 9.
8. ↑  Jürgen Osterhammel: Die Verwandlung der Welt. Eine Geschichte des 19. Jahrhunderts, München 2009, S. 84.
9. ↑  Jürgen Osterhammel: Die Verwandlung der Welt. Eine Geschichte des 19. Jahrhunderts. München 2009, S. 90.
10. 1 2  Jürgen Osterhammel: Die Verwandlung der Welt. Eine Geschichte des 19. Jahrhunderts. München 2009, S. 85.
11. ↑  Richard J. Evans: Das europäische Jahrhundert. Ein Kontinent im Umbruch. 1815–1914, München 2018, S. 10.
12. ↑  Andreas Fahrmeir: Rezension von: Franz J. Bauer: Das 'lange' 19. Jahrhundert (1789–1917). Profil einer Epoche, Stuttgart: Reclam 2004, in: sehepunkte 4 (2004), Nr. 6 vom 15. Juni 2004
13. ↑  Jürgen Osterhammel: Die Verwandlung der Welt. Eine Geschichte des 19. Jahrhunderts. München 2009, S. 89
14. ↑  Jürgen Osterhammel: Die Verwandlung der Welt. Eine Geschichte des 19. Jahrhunderts. München 2009, S. 96.
15. ↑  Jürgen Osterhammel: Über die Periodisierung der neueren Geschichte. In: Berlin-Brandenburgische Akademie der Wissenschaften, Berichte und Abhandlungen, Band 10, Berlin 2006, S. 45–64. hier S. 49.
16. ↑  Daniel Fulda: Karriere und Problematik eines kulturwissenschaftlichen Zentralbegriffs. In: Elisabeth Décultot und Daniel Fulda (Hrsg.): Sattelzeit. Historiographiegeschichtliche Revisionen. Berlin 2016, S. 1–16, hier S. 1–2.
17. ↑  Daniel Fulda: Karriere und Problematik eines kulturwissenschaftlichen Zentralbegriffs, In: Elisabeth Décultot und Daniel Fulda (Hrsg.): Sattelzeit. Historiographiegeschichtliche Revisionen. Berlin 2016, S. 1–16, hier S. 4–5
18. ↑  Jürgen Osterhammel: Die Verwandlung der Welt. Eine Geschichte des 19. Jahrhunderts. C. H. Beck, München 2009, S. 102.
19. ↑  Jürgen Osterhammel: Über die Periodisierung der neueren Geschichte. In: Berlin-Brandenburgische Akademie der Wissenschaften, Berichte und Abhandlungen, Band 10, Berlin 2006, S. 45–64. hier S. 62.
20. ↑  Jürgen Osterhammel: Über die Periodisierung der neueren Geschichte. In: Berlin-Brandenburgische Akademie der Wissenschaften, Berichte und Abhandlungen, Band 10, Berlin 2006, S. 45–64. hier S. 63.
21. ↑  Jürgen Osterhammel: Die Verwandlung der Welt. Eine Geschichte des 19. Jahrhunderts. C. H. Beck, München 2009, S. 109/110.
22. ↑  Willibald Steinmetz: Europa im 19. Jahrhundert, Frankfurt am Main, Fischer 2019, S. 11.
23. ↑  Willibald Steinmetz: Europa im 19. Jahrhundert, Frankfurt am Main, Fischer 2019, S. 30.
24. ↑  Willibald Steinmetz: Europa im 19. Jahrhundert, Frankfurt am Main, Fischer 2019, S. 52–53
25. ↑  Willibald Steinmetz: Europa im 19. Jahrhundert, Frankfurt am Main, Fischer 2019, S. 69.
26. ↑  Richard J. Evans: Das europäische Jahrhundert. Ein Kontinent im Umbruch 1815–1914. DVA, München 2018, S. 28.
27. ↑  Adam Zamoyski: Phantome des Terrors. Die Angst vor der Revolution und die Unterdrückung der Freiheit. Beck, München 2016, S. 110.
28. ↑  Andreas Fahrmeir: Revolutionen und Reformen. Europa 1789–1850, Beck, München 2010, S. 99–100.
29. ↑  Andreas Fahrmeir: Revolutionen und Reformen. Europa 1789–1850, Beck, München 2010, S. 100–101.
30. ↑  Andreas Fahrmeir: Revolutionen und Reformen. Europa 1789–1850, Beck, München 2010, S. 114 und 116.
31. ↑  Andreas Fahrmeir: Revolutionen und Reformen. Europa 1789–1850, Beck, München 2010, S. 117, 122, 128 und 138.
32. ↑  Willibald Steinmetz: Europa im 19. Jahrhundert, Frankfurt am Main, Fischer 2019, S. 255.
33. ↑  Adam Zamoyski: Phantome des Terrors. Die Angst vor der Revolution und die Unterdrückung der Freiheit. Beck, München 2016, S. 114.
34. ↑  Heinz Duchhardt: Der Wiener Kongress. Die Neugestaltung Europas 1814/15. 2. Auflage. Verlag C. H. Beck, München 2015, ISBN 978-3-406-65381-0, S. 104.
35. ↑  Heinz Duchhardt: Der Aachener Kongress 1818. Ein europäisches Gipfeltreffen im Vormärz. Piper, München 2018, S. 25 und 48.
36. 1 2  Andreas Fahrmeir: Europa zwischen Restauration, Reform und Revolution 1815–1850, Oldenbourg, München 2012, S. 1.
37. ↑  Jürgen Osterhammel: Die Verwandlung der Welt. Eine Geschichte des 19. Jahrhunderts. C. H. Beck, München 2009, S. 770.
38. ↑  Dieter Langewiesche: Europa zwischen Restauration und Revolution 1815–1849., 5. Auflage, Oldenbourg, München 2007, 3–4.
39. ↑  Adam Zamoyski: Phantome des Terrors. Die Angst vor der Revolution und die Unterdrückung der Freiheit. Beck, München 2016, S. 115.
40. ↑  Heinz Duchhardt: Der Aachener Kongress 1818. Ein europäisches Gipfeltreffen im Vormärz. Piper, München 2018, S. 37.
41. ↑  Andreas Fahrmeir: Europa zwischen Restauration, Reform und Revolution 1815–1850, Oldenbourg, München 2012, S. 40–41.
42. ↑  Andreas Fahrmeir: Europa zwischen Restauration, Reform und Revolution 1815–1850, Oldenbourg, München 2012, S. 41–42.
43. ↑  Andreas Fahrmeir: Europa zwischen Restauration, Reform und Revolution 1815–1850, Oldenbourg, München 2012, S. 59.
44. 1 2 3 4 5  Matthias Schulz: Das 19. Jahrhundert (1789–1914). Hrsg.: Michael Erbe (= Grundkurs Geschichte). Kohlhammer Verlag, Stuttgart 2011, ISBN 978-3-17-018974-4, S. 15–24,64,90,105,121–122, 202.
45. 1 2 3 4 5  Matthias Schulz: Das 19. Jahrhundert (1789–1914). Hrsg.: Michael Erbe (= Grundkurs Geschichte). Kohlhammer Verlag, Stuttgart 2011, ISBN 978-3-17-018974-4, S. 123,125,139,143–145,153.
46. 1 2 3 4 5 6 7 8 9  Christoph Nonn: Das 19. und 20. Jahrhundert. Hrsg.: [Achim Landwehr] (= Orientierung Geschichte). 3. Auflage. Verlag Ferdinand Schöningh, Paderborn 2014, ISBN 978-3-8252-4045-5, S. 93–99,117,129,206–212.
47. 1 2 3 4 5 6 7 8 9 10 11 12  Matthias Schulz: Das 19. Jahrhundert (1789–1914). Hrsg.: Michael Erbe (= Grundkurs Geschichte). Kohlhammer Verlag, Stuttgart 2011, ISBN 978-3-17-018974-4, S. 198,201–202,210,227–230,239,258,267.
48. 1 2 3 4  Willibald Steinmetz: Europa im 19. Jahrhundert (= Neue Fischer Weltgeschichte. Nr. 6). S. Fischer Verlag, Frankfurt am Main 2019, ISBN 978-3-10-010826-5, S. 550,560,577–578,660.
49. 1 2 3  Johannes Paulmann: Globale Vorherrschaft und Fortschrittsglaube – Europa 1850–1914. C. H. Beck, München 2019, ISBN 978-3-406-62350-9, S. 358–378.
50. 1 2 3  Wolfgang Kruse: Industrialisierung, Revolution und bürgerliche Gesellschaft – Westeuropa. In: Michael Mann (Hrsg.): Die Welt im 19. Jahrhundert. Mandelbaum Verlag, Wien 2009, ISBN 978-3-85476-310-9, S. 290,297.
51. 1 2 3  Johannes Paulmann: Globale Vorherrschaft und Fortschrittsglaube – Europa 1850–1914. C. H. Beck, München 2019, ISBN 978-3-406-62350-9, S. 395–411.
52. 1 2 3 4  Johannes Paulmann: Globale Vorherrschaft und Fortschrittsglaube – Europa 1850–1914. C. H. Beck, München 2019, ISBN 978-3-406-62350-9, S. 45–46,130–158,160–200.
53. 1 2 3 4 5 6 7 8 9 10 11 12 13 14  Willibald Steinmetz: Europa im 19. Jahrhundert (= Neue Fischer Weltgeschichte. Nr. 6). S. Fischer Verlag, Frankfurt am Main 2019, ISBN 978-3-10-010826-5, S. 429,469–471,483,517–523,537–538,545.
54. 1 2  Gideon Botsch: Von der Judenfeindschaft zum Antisemitismus - Ein historischer Überblick. In: Bundeszentrale für politische Bildung (Hrsg.): APuZ Aus Politik und Zeitgeschichte. 64. Jahrgang, Nr. 28–30/2014. Bonn 7. Juli 2014, S. 14–15 (bpb.de [PDF; 1,3 MB]).
55. 1 2 3  Johannes Paulmann: Globale Vorherrschaft und Fortschrittsglaube – Europa 1850–1914. C. H. Beck, München 2019, ISBN 978-3-406-62350-9, S. 295–354.
56. 1 2 3 4 5 6  Willibald Steinmetz: Europa im 19. Jahrhundert (= Neue Fischer Weltgeschichte. Nr. 6). S. Fischer Verlag, Frankfurt am Main 2019, ISBN 978-3-10-010826-5, S. 142–144,196,203,222,257.
57. 1 2 3 4 5 6 7  Johannes Paulmann: Globale Vorherrschaft und Fortschrittsglaube – Europa 1850–1914. C. H. Beck, München 2019, ISBN 978-3-406-62350-9, S. 230–232, 250–253,263–268.
58. 1 2  Karl-Heinz Leven: Geschichte der Medizin – Von der Antike bis zur Gegenwart. 2. Auflage. Verlag C. H. Beck, München 2017, ISBN 978-3-406-70525-0, S. 50–52.
59. ↑  Ronald D. Gerste: Die Heilung der Welt. Das Goldene Zeitalter der Medizin 1840–1914. Klett-Cotta, Stuttgart 2021. ISBN 3-608-98409-7, S. 25–38 und S. 207–219.
60. 1 2 3  Andreas Beyer: Kunst des Klassizismus und der Romantik. Verlag C. H. Beck, München 2011, ISBN 978-3-406-60762-2, S. 9,14,57.
61. 1 2  Jürgen Osterhammel: Die Verwandlung der Welt – Eine Geschichte des 19. Jahrhunderts. 6. Auflage. Verlag C. H. Beck, München 2009, ISBN 978-3-406-58283-7, S. –31–57.
62. ↑  Werner Keil: Musikgeschichte im Überblick (= Basiswissen Musik). 2. Auflage. Wilhelm Fink Verlag, Paderborn 2014, ISBN 978-3-8252-8576-0, S. 158–159, 178.
63. 1 2 3 4 5  Winfried Speitkamp: Kleine Geschichte Afrikas. 2. Auflage. Reclam Verlag, Stuttgart 2009, ISBN 978-3-15-017063-2, S. 14–15, 125–129.
64. 1 2  Franz Ansprenger: Geschichte Afrikas. 4. Auflage. Verlag C. H. Beck, München 2010, ISBN 978-3-406-47989-2, S. 64.
65. 1 2 3 4 5 6 7 8 9 10 11 12  Leonhard Harding: Ein langes Jahrhundert – Afrika. In: Michael Mann (Hrsg.): Die Welt im 19. Jahrhundert. Mandelbaum Verlag, Wien 2009, ISBN 978-3-85476-310-9, S. 213–243.
66. ↑  Leonhard Harding: Geschichte Afrikas im 19. und 20. Jahrhundert. 3. Auflage. R. Oldenbourg Verlag, München 2013, ISBN 978-3-486-71702-0, S. XI-XIII.
67. 1 2 3  Adam Jones: Afrika bis 1850 (= Neue Fischer Weltgeschichte. Nr. 6). S. Fischer Verlag, Frankfurt am Main 2016, ISBN 978-3-10-010839-5, S. 235–238,259,282.
68. 1 2 3 4 5 6 7 8 9 10 11 12 13  Leonhard Harding: Geschichte Afrikas im 19. und 20. Jahrhundert. 3. Auflage. R. Oldenbourg Verlag, München 2013, ISBN 978-3-486-71702-0, S. 1,8,27–28,32–34,45.
69. 1 2 3 4 5  Johanna Pink: Geschichte Ägyptens – Von der Spätantike bis zur Gegenwart. Verlag C.H.Beck, München 2014, ISBN 978-3-406-66713-8, S. 145–147,150,156,167.
70. 1 2 3 4  Jürgen Osterhammel: Das 19. Jahrhundert. Hrsg.: Bundeszentrale für politische Bildung (= Informationen zur politischen Bildung). Bonn 2012, S. 24, 50, 77–80.
71. 1 2 3 4  Ulrike Freitag: Zwischen imperialer Festigung und kolonialer Durchdringung – Vorderasien und Nordafrika. In: Michael Mann (Hrsg.): Die Welt im 19. Jahrhundert. Mandelbaum Verlag, Wien 2009, ISBN 978-3-85476-310-9, S. 189–212.
72. 1 2 3 4 5  Gudrun Krämer: Der Vordere Orient und Nordafrika ab 1500 (= Neue Fischer Weltgeschichte. Nr. 9). S. Fischer Verlag, Frankfurt am Main 2016, ISBN 978-3-10-010829-6, S. 323–400.
73. 1 2 3  Monika Gronke: Geschichte Irans. C. H. Beck, München 2009, ISBN 978-3-406-48021-8, S. 86–93.
74. 1 2 3 4 5  Ralf Eming: Eigensinnige Figuren im 'Great Game' der Großreiche. In: Michael Mann (Hrsg.): Die Welt im 19. Jahrhundert. Mandelbaum Verlag, Wien 2009, ISBN 978-3-85476-310-9, S. 92–124.
75. 1 2 3 4 5 6 7 8  Michael Mann: Vom Werden eines Imperiums – Südasien. In: Michael Mann (Hrsg.): Die Welt im 19. Jahrhundert. Mandelbaum Verlag, Wien 2009, ISBN 978-3-85476-310-9, S. 125–154.
76. 1 2 3 4  Kai Vogelsang: Geschichte Chinas. 3. Auflage. Reclam-Verlag, Stuttgart 2013, ISBN 978-3-15-010933-5, S. 443,453,469,472.
77. 1 2 3 4 5 6 7  Erich Pilz: Von der Kolonialmacht zur Halbkolonie – China. In: Michael Mann (Hrsg.): Die Welt im 19. Jahrhundert. Mandelbaum Verlag, Wien 2009, ISBN 978-3-85476-310-9, S. 64–91.
78. 1 2 3 4  Marion Eggert, Jörg Plassen: Kleine Geschichte Koreas. Verlag C. H. Beck, München 2005, ISBN 3-406-52841-4, S. 111–113,118,120.
79. 1 2 3 4  Manfred Pohl: Geschichte Japans. 5. Auflage. Verlag C. H. Beck, München 2014, ISBN 978-3-406-66440-3, S. 59–63,68.
80. 1 2 3 4 5 6  Tilman Frasch: Autonomie im Griff des Kolonialismus – Südostasien. In: Michael Mann (Hrsg.): Die Welt im 19. Jahrhundert. Mandelbaum Verlag, Wien 2009, ISBN 978-3-85476-310-9, S. 155, 156, 159, 176.
81. 1 2 3 4  Claudia Schnurmann: "The Land of the Free and Home of the Brave" – Die Vereinigten Staaten. In: Michael Mann (Hrsg.): Die Welt im 19. Jahrhundert. Mandelbaum Verlag, Wien 2009, ISBN 978-3-85476-310-9, S. 314–319, 327.
82. 1 2 3 4 5  Barbara Potthast: Alte und neue Abhängigkeiten – Lateinamerika. In: Michael Mann (Hrsg.): Die Welt im 19. Jahrhundert. Mandelbaum Verlag, Wien 2009, ISBN 978-3-85476-310-9, S. 338–366.
83. 1 2 3 4 5 6  Stefan Rinke: Geschichte Lateinamerikas. 2. Auflage. Verlag C. H. Beck, München 2014, ISBN 978-3-406-60693-9, S. 53–85.